# گاه‌شمار آینده بسیار دور

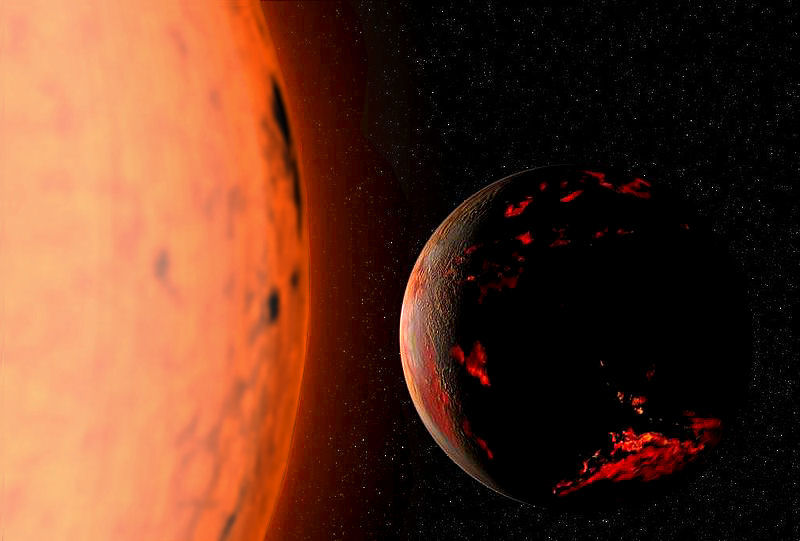
تصویری از ظاهرِ کرهٔ زمین ظرفِ ۷ میلیارد سال آینده؛ آن هنگام که خورشید در دورهٔ زندگی خود، واردِ مرحلهٔ غول سرخ می‌شود.

با آنکه پیش‌بینی وقایع آینده، هیچگاه به‌طور کامل و بسیار دقیق مقدور نیست، با این حال، پیشرفت‌های علمیِ اخیر در رشته‌های گوناگون، این توانایی را به ما داده‌است تا شِمایی کلی از وقایعی که در «آیندهٔ بسیار دور» رخ خواهند داد، داشته باشیم. این رشته‌های علمی شامل این موارد است:
- اخترفیزیک، که نحوهٔ شکل‌گیری، از بین رفتن و تعامل سیارات و ستارگان را به ما می‌آموزد.
- فیزیک ذرات، که نشان داد «ماده» چگونه در کوچک‌ترین اندازه‌های خود رفتار می‌کند.
- زیست‌شناسی فرگشتی (تکاملی)، که تکامل و تغییر حیات را در طول زمان بررسی می‌کند.
- زمین‌ساخت صفحه‌ای، که نحوهٔ حرکت صفحات زمین و قاره‌ها را در طول اعصار طولانی نشان می‌دهد.
- جامعه‌شناسی، که به مطالعه و بررسی چگونگی دگرگونی و تکامل جوامع انسانی و فرهنگ‌ها می‌پردازد.

فهرستی که در ذیل مشاهده خواهید کرد، یک محدوده زمانی از هزاره چهارم میلادی (که از سال ۳۰۰۱ میلادی عصر حاضر آغاز می‌شود) تا یک «آیندهٔ بسیار بسیار دور» را پیش‌بینی می‌کند. برخی وقایع و احتمالات جانبی هم در این فهرست آورده شده‌است تا پاسخی برای بعضی سؤالات رایج باشد. سوالاتی نظیرِ اینکه: آیا نسل بشر منقرض خواهد شد؟ آیا ذرات پروتون دچار واپاشی خواهند شد؟ آیا آن هنگام که خورشید به یک غول سرخ مبدل می‌شود، کرهٔ زمین همچنان وجود خواهد داشت؟

## راهنمای نشانه‌ها
| اخترشناسی و اخترفیزیک  | اخترشناسی و اخترفیزیک    |
| زمین‌شناسی و سیاره‌شناسی | زمین‌شناسی و علوم سیاره‌ای |
| زیست‌شناسی              | زیست‌شناسی                |
| فیزیک ذرات             | فیزیک ذرات               |
| ریاضیات                | ریاضیات                  |
| فناوری و فرهنگ         | فناوری و فرهنگ           |

## آیندهٔ زمین، منظومهٔ شمسی و گیتی
تمامی پیش‌بینی‌ها در مورد آیندهٔ کرهٔ زمین، منظومهٔ شمسی و گیتی باید منطبق بر قانون دوم ترمودینامیک باشد که می‌گوید آنتروپی، یا از دست رفتنِ مقدار معینی انرژی که برای انجام کاری، در دسترس است؛ باید با گذرِ زمان، افزایش یابد.
ستارگان سرانجام، تمامیِ ذخیرهٔ سوخت هیدروژنی خود را مصرف کرده و خاموش خواهند شد. رویارویی و گذرِ اجرام فضایی از کنار یکدیگر، سبب خواهد شد، سیاره‌ها و ستارگان از مدارشان گسیخته و از جایِ اصلی خود منحرف شوند. اندازهٔ خورشید احتمالاً به‌طور مداوم افزایش یافته و بسیاری از سیارات درونی (عطارد، زهره و احتمالاً کرهٔ زمین) را به‌شدت متأثر نموده و آنها را خواهد بلعید، اما نه سیارات غول‌پیکر همچون مشتری و زحل را. پس از آن، اندازهٔ خورشید تدریجاً کاهش خواهد یافت تا به اندازه یک کوتوله سفید برسد و سیارات بیرونی و قمرهایشان به گردش خود در مدار این جسم باقی‌ماندهٔ کوچک خورشیدی ادامه می‌دهند. این وضعیت آینده ممکن است شبیه به ستاره کوتوله سفید ام‌اوای-۲۰۱۰-بی‌ال‌جی-۴۷۷ال و سیاره فراخورشیدی باشد که به دور آن می‌چرخد و اندازه‌اش به‌اندازهٔ مشتری است.
در نهایت مدتها پس از مرگ منظومه شمسی، خودِ ماده هم، دچار واپاشی هسته‌ای خواهد شد و حتی پایدارترینِ عناصر، به ذرات زیراتمی مبدل خواهند شد.
دانش کنونی می‌گوید گیتی مسطح است و بنابراین در یک بازهٔ زمانی محدود، بر روی خودش فرونخواهد ریخت
اما با در نظرگرفتن این حقیقت که «زمان»، نامحدود و بی‌نهایت است، احتمالِ رخدادِ وقایعِ ناممکنی نظیر پدیدهٔ «مغز بولتسمان» هم دور از ذهن نیست.
|                               | تعداد سال‌ها از هم‌اکنون                          | واقعه |
| ----------------------------- | ----------------------------------------------- | --- |
| Astronomy and astrophysics    | ۱٬۰۰۰                                           | چون جزر و مد ناشی از ماه، سرعت چرخش زمین را کاهش خواهد داد، میانگین طول «روز خورشیدی» در حدود ۱⁄۳۰ ثانیه اِس‌آی بیش از زمان کنونی آن خواهد شد. برای جبران این تغییر، یا باید چندین بار در طول هر ماه، یک ثانیه کبیسه به انتهای «روز» اضافه گردد، یا باید یک یا چند ثانیهٔ کبیسهٔ متوالی در پایان برخی یا همهٔ ماه‌ها اضافه شود. |
| Astronomy and astrophysics    | ۱٬۱۰۰                                           | در اثر تغییر محور قطب‌ها، ستارهٔ «راعی» جایگزینِ «جدی» به عنوان ستارهٔ شمالی خواهد شد. |
| Geology and planetary science | ۱۰٬۰۰۰                                          | اگر در چندین قرن آینده، در اثر اختلالاتی در حوزهٔ آبگیر و دریاچهٔ قطبیِ ویلکس، حیاتِ صفحهٔ یخیِ جنوبگان خاوری به خطر افتد، این مدت زمان لازم است تا آن یخ‌ها به‌طور کامل آب شوند. سطح آب‌های آزاد ۳ الی ۴ متر بالا خواهد آمد. (این موضوع یکی از عواقب درازمدت گرمایش جهانی است و با اثرات کوتاه‌مدت آن که منجر به آب شدن یخسار جنوبگان باختری خواهد شد، متفاوت است) |
| Astronomy and astrophysics    | ۱۰٬۰۰۰ تا ۱ میلیون                              | ابرغول سرخ قلب‌العقرب احتمالاً طی یک ابرنواختر منفجر خواهد شد. نور حاصل از این انفجار، به مدت چند ماه به‌راحتی طی روز قابل مشاهده خواهد بود. |
| Astronomy and astrophysics    | ۱۱٬۷۰۰                                          | در اثر تغییر محور قطب‌ها، ستارهٔ «کرکس نشسته» (پنجمین ستارهٔ پرنور آسمان شب) ستارهٔ شمالی خواهد شد. با آنکه حین چرخش زمین ستارگان قطبی فراوانی با چشم غیرمسلح قابل مشاهده است، اما کرکس نشسته درخشان‌ترین آنهاست. |
| Astronomy and astrophysics    | ۱۵٬۰۰۰–۱۱٬۰۰۰                                   | در این هنگام، زمین به میانهٔ چرخهٔ حرکت تقدیمی خود رسیده و انحراف محوری آن معکوس خواهد شد و در نتیجه، زمانِ وقوع تابستان و زمستان در دو نیمکرهٔ کرهٔ زمین عوض خواهد شد. نتیجه نهایی آن خواهد بود که نیم‌کره جنوبی فصول معتدل‌تری از شکل کنونی خود خواهد داشت، چرا که هنگام حضیض خورشیدی، نیمکرهٔ جنوبی پشت به خورشید و هنگام اوج خورشیدی رو به آن خواهد بود. نیم‌کره شمالی تغییرات فصلی بارزتری خواهد داشت، چرا که خشکی بیشتری در این نیمکره وجود دارد و تغییرات دمایی شدیدتر خواهد بود. |
| Geology and planetary science | ۱۵٬۰۰۰                                          | مطابق نظریه پمپ صحرای بزرگ، حرکت تقدیمی قطب‌های کرهٔ زمین، بادهای موسمی شمال آفریقا را آنچنان به سمت شمال منحرف می‌کند که صحرای بزرگ آفریقا دوباره دارای یک آب و هوای استوایی خواهد شد، آنچنان که ۵٬۰۰۰ تا ۱۰٬۰۰۰ سال پیش، چنین آب و هوایی داشت. |
| Geology and planetary science | ۱۷٬۰۰۰                                          | نزدیک‌ترین زمان تخمین برای وقوع مجدد یک ابرآتشفشان تهید‌کنندهٔ تمدن؛ آنچنان بزرگ که یک تراتون (یک تریلیون تن) سنگ آذرآواری را به هوا و بیرون پرت کند. |
| Geology and planetary science | ۲۵٬۰۰۰                                          | کلاهک‌های یخی قطب شمال مریخ، شروع به آب‌شدن و پس‌روی می‌کنند؛ چرا که در یک دورهٔ تقریباً ۵۰٬۰۰۰ ساله، دمای نیمکرهٔ شمالی مریخ به دلیل تغییر محوری اوج و حضیض و چرخه‌های میلانکوویچ، به حداکثر میزانِ خود می‌رسد. |
| Astronomy and astrophysics    | ۳۶٬۰۰۰                                          | کوتولهٔ سرخ موسوم به راس ۲۴۸ از فاصلهٔ ۳٫۰۲۴ سال نوری زمین گذر خواهد کرد و نزدیک‌ترین ستاره به خورشید خواهد بود. حدود ۸۰۰۰ سال طول خواهد کشید تا این ستارهٔ کوچک دور شود و آنگاه آلفا قنطورس و گلیزه ۴۴۵ به‌ترتیب، نزدیک‌ترین ستاره‌ها به خورشید خواهند بود. (اینجا را ببینید). |
| Geology and planetary science | ۵۰٬۰۰۰                                          | بنا به نظرِ برگر و لوتر، دورانِ میان‌یخچالیِ فعلی خاتمه خواهد یافت و زمین وارد یک دورهٔ یخگیری و عصر یخبندان دیگر خواهد شد که این موضوع هیچ ارتباطی به اثراتِ سوءِ گرم شدن فعلی زمین ندارد. با این حال، طبق پژوهش‌های جدیدتر در سال ۲۰۱۶، اگر تغییرات آب‌وهوایی ایجاد شده توسط بشر کنترل نگردد، ممکن است این دوره یخبندان مورد انتظار را تا ۵۰۰۰۰ سال دیگر به تأخیر بیندازد و آنکه به‌طور بالقوه مانع از بروز آن گردد. آبشار نیاگارا موجب فرسایش ۳۲ کیلومترِ باقی‌مانده تا دریاچهٔ ایری خواهد شد و خود از بین خواهد رفت. دریاچه‌های یخچالی متعددی که اینک در سپر کانادا وجود دارند، همگی در اثر ایزوستازی، فرسایشِ تدریجی و بالا آمدن لایه‌های زمین متعاقب عصر یخبندان، از بین خواهند رفت. |
| Astronomy and astrophysics    | ۵۰٬۰۰۰                                          | طول روز ژولیوسی که برای ثبتِ دقیق زمان در ستاره‌شناسی به‌کار می‌رود، به ۸۶۴۰۱ ثانیه در دستگاه اس‌آی می‌رسد که علتش نیروی کشندی کرهٔ ماه بر چرخشِ زمین است. به همین دلیل، باید به‌طور روزانه، یک «ثانیه کبیسه» به ساعت‌ها اضافه شود؛ والا تا آن زمان، برای جبران این زمان، می‌بایست به‌طور رسمی، یک ثانیه به طول ساعات شبانه‌روز اضافه شود. |
| Astronomy and astrophysics    | ۱۰۰٬۰۰۰                                         | حرکت خاص ستارگان در کره آسمان که ناشی از حرکت آن‌ها در کهکشان راه شیری است، بسیاری از صور فلکی را غیرقابل تشخیص خواهد ساخت. |
| Astronomy and astrophysics    | ۱۰۰٬۰۰۰                                         | ستارهٔ فراغول وی‌وای سگ بزرگ طی یک «ابرنواختر بسیار درخشان» منفجر خواهد شد. |
| Biology                       | ۱۰۰٬۰۰۰                                         | کرم‌های خاکی بومیِ شمالِ آمریکا همچون مگاسکولسیده از آمریکا به سمت شمال‌غربی و مرزهای کانادا مهاجرت کرده و از یخسار لارنتی (۳۸°N تا ۴۹°N) سر درمی‌آورند؛ با این فرض که، سرعت حرکتشان ۱۰ متر در سال باشد. (البته کرم‌های خاکی مهاجم و غیربومی، خیلی قبل‌تر از این‌ها و در مدت زمانی کوتاه‌تر، توسط انسان به این مکان آورده شد و اختلالاتی را در اکوسیستم این منطقه ایجاد خواهند کرد) |
| Astronomy and astrophysics    | ۱۰۰٬۰۰۰ تا ۱۰ میلیون                            | کیوپید و بلیندا، قمرهای اورانوس، احتمالا با یکدیگر برخورد خواهند کرد. |
| Geology and planetary science | بیش از ۱۰۰٬۰۰۰                                  | در نتیجهٔ یکی از اثراتِ درازمدتِ گرم‌شدن زمین، ۱۰ درصد از گازهای گلخانه‌ای انسان‌زاد در وضعیتی پایدار در اتمسفر زمین، باقی خواهند ماند. |
| Geology and planetary science | ۲۵۰٬۰۰۰                                         | «دریاکوه لوئیهی» که جوان‌ترین قلهٔ آتشفشان در رشته‌کوه‌های زیردریایی هاوایی-امپراتور است، از زیر آب بیرون آمده و مبدل به یک جزیرهٔ آتشفشانیِ نوظهور خواهد شد. |
| Astronomy and astrophysics    | حوالی ۳۰۰٬۰۰۰                                   | حدود چند صد هزار سال بعد، ستاره ولف–رایهٔ دابلیوآر ۱۰۴ طی یک ابرنواختر منفجر خواهد شد. البته احتمال اندکی نیز موجود است که سرعت چرخش این ستاره به اندازه‌ای زیاد باشد که یک انفجار پرتوی گاما ایجاد کند و به احتمال ضعیف‌تر، این میزان پرتوی گامای تولیدشده، برای حیات کرهٔ زمین خطرساز شود. |
| Astronomy and astrophysics    | ۵۰۰٬۰۰۰                                         | کرهٔ زمین مورد اصابت یک شهاب‌سنگ به قطر یک کیلومتر واقع خواهد شد، مشروط بر آنکه انسان با فناوری موجود در آن روزگار، نتواند مسیر حرکت آن را منحرف کند و تغییر دهد. |
| Geology and planetary science | ۵۰۰٬۰۰۰                                         | سطح منطقهٔ پُر فراز و نشیبِ پارک ملی بدلندز در ایالت داکوتای جنوبی، به‌طورِ کامل دچار فرسایش شده و مسطح خواهد شد. |
| Geology and planetary science | ۱ میلیون                                        | «دهانه شهاب‌سنگ» که یک دهانهٔ برخوردِ شهاب‌سنگیِ بزرگ در ایالت آریزوناست و جوان‌ترین دهانهٔ برخورد در نوعِ خود محسوب می‌شود، دچار فرسودگی کامل خواهد شد. |
| Geology and planetary science | ۱ میلیون                                        | در این زمان، کرهٔ زمین احتمالاً دچار یک انفجار ابرآتشفشان خواهد شد، به‌حدی که، حدود ۳٬۲۰۰ کیلومتر مکعب (۷۷۰ مایل مکعب) گدازهٔ آتشفشانی بیرون خواهد ریخت و از این لحاظ، قابل مقایسه با «ابرآتشفشان توبا» خواهد بود که حدود ۷۵۰۰۰ سال قبل رخ داد. |
| Astronomy and astrophysics    | ۱ میلیون                                        | حداکثر زمان تخمینی که در آن، ابرغول سرخ شبان‌شانه (اِبط‌الجوزا) در یک فرانواختر منفجر خواهد شد. این فرانواختر دست‌کم چند ماه در کرهٔ زمین و در نورِ روز قابل رویت خواهد بود. مطالعات انجام شده، پیش‌بینی می‌کند که این انفجار ظرف یک میلیون سال آینده و شاید حتی تا ۱۰۰٬۰۰۰ سال بعد اتفاق بیوفتد. |
| Astronomy and astrophysics    | ۱ میلیون                                        | دزدی‌مونه و کریسدا، قمرهای اورانوس، احتمالاً با یکدیگر برخورد خواهند کرد. |
| Astronomy and astrophysics    | ۱٫۲۹ ± ۰٫۰۴ میلیون                              | ستارهٔ گلیز ۷۱۰ از فاصلهٔ ۰٫۰۵۱ پارسک—۰٫۱۶۶۳ سال نوری (۱۰٬۵۲۰ واحد نجومی) خورشید عبور می‌کند. این موضوع به‌دلیل ایجاد آشفتگی و انحرافِ مداری در اجرام فضاییِ موجود در «ابر اورت»، موجب افزایشِ احتمالِ بارشِ شهاب‌سنگی به سوی منظومهٔ شمسی خواهد شد. |
| Biology                       | ۲ میلیون                                        | مدت زمانی که لازم است تا صخره‌های مرجانیِ نابودشده در اثرِ اسیدی‌شدن آبِ اقیانوس‌ها (توسط انسان)، دوباره ساخته شده و حیاتی نو پیدا کنند. بازسازی و تجدید حیات اکوسیستم دریایی که ۶۵ میلیون سال پیش به‌سبب اسیدی‌شدن آب اقیانوس‌ها رخ داده بود، همین مدت، زمان بُرد. |
| Geology and planetary science | بیش از ۲ میلیون                                 | گرند کنیون فرسایش بیشتری خواهد یافت و عمق آن افزایش خواهد یافت و عملاً به یک درهٔ پهن مبدل خواهد شد که توسط رودخانه کلرادو احاطه شده‌است. |
| Astronomy and astrophysics    | ۲٫۷ میلیون                                      | این مدت زمان، میانگینِ نیمه‌عمر «سانتور» است. این ریزسیاره‌ها، به‌سببِ اثرات متقابلِ جاذبه‌ایِ سیاره‌های بیرونی، ناپایدار هستند. پیش‌بینی‌های انجام شده دربارهٔ سانتورها را ببینید. |
| Astronomy and astrophysics    | ۳ میلیون                                        | به دلیل تأثیر جزر و مد که به تدریج سرعت چرخش زمین را آهسته‌تر می‌کند، انتظار می‌رود مدت زمان «یک روز» در زمین یک دقیقه بیشتر از میزان کنونی آن باشد. |
| Geology and planetary science | ۱۰ میلیون                                       | درهٔ در حالِ توسعهٔ «کافت شرق آفریقا» در اثر طغیان دریای سرخ پُر از آب خواهد شد و بدین ترتیب، یک حوزهٔ اقیانوسی جدید، قارهٔ آفریقا را به دو نیم تقسیم خواهد کرد و صفحه آفریقا مبدل به دو «صفحه سومالی» و «صفحهٔ نیوبیَن» خواهد شد. صفحه هند در حدود ۱۸۰ کیلومتر به درون فلات تبت پیشروی خواهد کرد. سرزمین نپال که مرزهایش با قله‌های هیمالیا بر روی جلگهٔ هند مشخص است، از بین رفته و دیگر وجود نخواهد داشت. |
| Biology                       | ۱۰ میلیون                                       | مدت زمان تخمینی که لازم است متعاقب یک انقراض هولوسن، «تنوع زیستی» دیگربار و از نو، تجدید حیات کند؛ مشروط بر آنکه شدت و حدت این انقراض، همانندِ ۵ رویداد انقراض قبلی باشد. حتی اگر یک انقراض عمومی و کلی رخ ندهد، بیشتر گونه‌های جانداران طی این مدت، با در نظر گرفتن «نرخ انقراض طبیعی» خود، از بین خواهد رفت و «تبارشاخهها»، گونه‌های جدیدی از حیات را به وجود خواهند آورد. |
| Astronomy and astrophysics    | ۵۰ میلیون                                       | حداکثر زمان تخمینی که طی آن، حلقهٔ دورِ مریخ (ناشی از خرد شدن قبلیِ قمرِ فوبوس) به سطح مریخ اصابت خواهد کرد. |
| Geology and planetary science | ۵۰ میلیون                                       | بنا به نظر کریستوفر اسکوتیز، حرکت گسل سان آندریاس سبب خواهد شد تا خلیج کالیفرنیا به درون دره مرکزی طغیان کند. این مسئله باعث ایجد یک دریای داخلی جدید در ساحل غربی آمریکای شمالی خواهد شد. حرکت گسل سان آندریاس همچنین سبب خواهد شد که مکان فعلی شهرهای لس آنجلس و سان فرانسیسکو در هم ادغام شوند. سواحلِ کالیفرنیا دچار فرورانش به سمت «درازگودالِ آلیوتی» خواهد شد. برخورد آفریقا با اوراسیا، حوضه مدیترانه را بسته و موجب پدید آمدنِ یک رشته‌کوه مشابهِ هیمالیا خواهد شد. بیشترِ قللِ رشته‌کوه آپالاش در اثر فرسایش از بین خواهد رفت و سرعت فرسایش ۷/۵ واحد بابنوف خواهد بود؛ اما توپوگرافی منطقه افزایش خواهد یافت، چراکه سرعت عمیق‌تر شدن دره‌ها، دو برابر این مقدار فرسایش کوه‌ها خواهد بود. |
| Geology and planetary science | ۵۰ تا ۶۰ میلیون                                 | رشته‌کوه‌های راکی در کشور کانادا، فرسوده و به‌کلی از بین خواهد رفت، به‌نحوی که، به منطقه‌ای مسطح مبدل خواهد شد؛ مشروط بر آنکه، نرخ فرسایش، ۶۰ واحد بابنوف باشد. (رشته‌کوه‌های راکی کشور آمریکا، با سرعت کمتری دچار فرسایش و تخریب خواهند شد.) |
| Geology and planetary science | ۵۰ تا ۴۰۰ میلیون                                | مدت زمانی که طی آن، کرهٔ زمین، تمامِ ذخایرِ سوخت فسیلی خود را از دست خواهد داد. |
| Geology and planetary science | ۸۰ میلیون                                       | بیگ آیلند آخرین بخشی از مجمع‌الجزایرِ هاوایی است که طی این زمان، به زیرِ امواجِ اقیانوسِ آرام خواهد رفت، و در همان هنگام، رشته‌های جدیدی از مجمع‌الجزایر هاوایی از آب بیرون خواهد زد. |
| Astronomy and astrophysics    | ۱۰۰ میلیون                                      | کرهٔ زمین احتمالاً مورد اصابت یک شهاب‌سنگ واقع خواهد شد که اندازهٔ آن، به بزرگی شهاب‌سنگی خواهد بود که حدود ۶۶ میلیون سال پیش، موجب «رویداد انقراض کرتاسه–پالئوژن» گردید، با این فرض که انسان نتواند جلوی این تصادم را بگیرد. |
| Geology and planetary science | ۱۰۰ میلیون                                      | بر پایهٔ مدل پانگه‌آ پروکسیما که توسط کریستوفر اسکوتیز مطرح شد، یک ناحیه فرورانش در اقیانوس اطلس ایجاد خواهد شد و قاره‌های آمریکا و آفریقا مجدداً به هم برخورد خواهند کرد. |
| Geology and planetary science | ۱۰۰ میلیون                                      | حداکثر طولِ عمرِ حلقه‌های زحل، با در نظر گرفتنِ شرایط و وضعیتِ فعلی‌شان |
| Astronomy and astrophysics    | ۱۱۰ میلیون                                      | درخشندگی خورشید ۱٪ افزایش می‌یابد. |
| Astronomy and astrophysics    | ۱۸۰ میلیون                                      | به‌دلیل کاهش تدریجی سرعت گردش زمین به‌دور خودش، طول روز در این زمان حدود ۱ ساعت بیشتر از طول فعلی روزها (۲۴ ساعت) خواهد بود. |
| Mathematics                   | ۲۳۰ میلیون                                      | پس از این مدت، مدارِ حرکتِ سیارات، به‌دلیلِ محدودیت ناشی از «زمان لیاپانوف»، قابل پیش‌بینی نخواهد بود. |
| Astronomy and astrophysics    | ۲۴۰ میلیون                                      | منظومه شمسی از مکان فعلی خود، یک دورِ کامل به دورِ «مرکز کهکشانی» خواهد زد. |
| Geology and planetary science | ۲۵۰ میلیون                                      | بنا بر نظر کریستوفر اسکوتیز، به سبب حرکت ساحل غربی آمریکای شمالی به سمت شمال غربی، ساحل ایالت کالیفرنیا به ساحل ایالت آلاسکا برخورد خواهد کرد. |
| Geology and planetary science | ۳۵۰–۲۵۰ میلیون                                  | تمام قاره‌های کرهٔ زمین به‌هم پیوسته و یک ابرقاره ایجاد خواهد شد. سه حالتِ ممکن از این اتصال را، «آماسیا»، «نووپانگه‌آ» و «پانگه‌آ اولتیما» نامگذاری کرده‌اند. این موضوع سبب بروز یک دوره یخچالی، پائین آمدن سطح آب‌های آزاد و افزایش سطح اکسیژن می‌شود و دمای جو کرهٔ زمین بیش از پیش افت می‌کند. |
| Biology                       | بیش از ۲۵۰ میلیون                               | به سبب پیدایش ابرقاره‌های جدید که دمای جو را پائین آورده و سطح اکسیژن را بالا می‌برد، احتمال تکامل بیولوژیک تسریع‌شده وجود دارد. افزایش رقابت بین گونه‌های جانداران به دلیل تشکیل یک ابرقاره، افزایش فعالیت‌های آتشفشانی و شرایط زندگی نامطلوب به سبب گرم شدن کرهٔ زمین که ناشی از یک خورشید درخشان‌تر و گرم‌تر است، ممکن است منجر به یک رویداد انقراض دسته‌جمعی جانداران شود؛ به‌نحوی که حتی حیات گیاهان و جانوران دیگر به‌طور کامل برقرار نگردد. |
| Geology and planetary science | ۲۹۲ میلیون                                      | مدت زمان تخمینی که طی آن، حلقه‌های زحل از بین خواهند رفت. |
| Geology and planetary science | ۳۰۰ میلیون                                      | به سبب تغییر مسیر جریان سلول هادلی به حدود ۴۰ درجهٔ شمالی و جنوبی، میزان زمین‌های خشک و غیرقابل کِشت تا ۲۵ درصد افزایش می‌یابد. |
| Geology and planetary science | ۶۰۰–۳۰۰ میلیون                                  | مدت زمانی که طی آن دمای جبهٔ زحل به حداکثر میزان خود خواهد رسید. سپس طی یک دورهٔ ۱۰۰ میلیون ساله، فرورانش بزرگی روی خواهد داد و پوستهٔ آن بازیافت خواهد شد. |
| Geology and planetary science | ۳۵۰ میلیون                                      | بنا بر مدل برون‌گرایی قاره‌ای که نخستین بار توسط پال اف. هافمن ارائه گردید، اقیانوس آرام به‌طور کامل محصور خواهد گردید. |
| Geology and planetary science | ۴۰۰ تا ۵۰۰ میلیون                               | ابرقارهٔ حاصله («آماسیا»، «نووپانگه‌آ» و «پانگه‌آ اولتیما») از هم خواهد گسیخت. این موضوع سبب افزایش دمای جو کرهٔ زمین، همانند دورهٔ کرتاسه خواهد شد. |
| Astronomy and astrophysics    | ۵۰۰ میلیون                                      | مدت زمان تخمینی برای وقوع یک «انفجار پرتوی گاما» یا یک «سوپرنووای گسترده و پرانرژی» در فاصله ۶۵۰۰ سال نوری از کرهٔ زمین؛ که لایه ازون را از بین برده و منجر به انقراض تمام گونه‌های جانداران خواهد شد؛ مشروط بر آنکه فرضیهٔ پیشین دربارهٔ آغاز «رویداد انقراض اردویسین–سیلورین» در اثرِ یک چنین انفجاری، صحیح باشد. در ضمن، سوپرنووا باید نسبت به کرهٔ زمین در موقعیت مکانی خاصی قرار گیرد تا هرگونه تأثیر منفی آن بر کرهٔ زمین، حادث شود. |
| Astronomy and astrophysics    | ۶۰۰ میلیون                                      | «شتابِ کشندی»، کرهٔ ماه را، آن اندازه از زمین دور می‌کند که دیگر خورشیدگرفتگی امکان‌پذیر نخواهد بود. |
| Geology and planetary science | ۶۰۰–۵۰۰ میلیون                                  | افزایشِ شدتِ روشنایی خورشید، «چرخهٔ کربنات-سیلیکات» را مختل خواهد کرد. با افزایش شدتِ نورِ خورشید، سطوح صخره‌ها و سنگ‌ها، دچار هوازدگی شده و این موضوع، خود منجر به بدام‌افتادنِ دی‌اکسید کربن به صورت «کربنات» در درونِ خاک خواهد شد. با تبخیر آب از سطح زمین، سنگ‌ها سخت‌تر می‌شوند و حرکات صفحات درونی زمین کُندتر شده و تدریجاً متوقف می‌شود. به دلیل عدم فعالیت آتشفشان‌ها و به‌تبعِ آن، عدم بازیافتِ «کربن» به‌درونِ اتمسفر، سطح دی‌اکسید کربن افت خواهد کرد. در این مدت، سطح دی‌اکسید کربن، آنچنان کاهش خواهد یافت که دیگر فرایندِ «تثبیت کربن در گونه‌های سه‌کربنه» (در دستگاه فتوسنتز) مقدور نخواهد بود و تمامی گیاهانی که از راه «فتوسنتز سه‌کربنه» به حیاتِ خود ادامه می‌دهند (یعنی ۹۹ درصد گیاهان امروزی) از بین خواهند رفت. انقراض حیات گیاهی وابسته فتوسنتز سه‌کربنه احتمالاً فرایندی تدریجی و زمان‌بر است تا یک واقعهٔ ناگهانی. این احتمال وجود دارد که گروه‌های گیاهی پیش از رسیدنِ دی‌اکسید کربن به سطح بحرانی خود، یکی پس از دیگری از بین بروند. اولین گیاهانی که منقرض می‌شوند گیاهان علفی سه‌کربنه و پس از آن، جنگل‌های برگ‌ریز، جنگل‌های پهن‌برگ همیشه‌سبز و سرانجام مخروطیان همیشه‌سبز خواهند بود. |
| Biology                       | ۸۰۰–۵۰۰ میلیون                                  | با افزایش تدریجی دمای کرهٔ زمین و کاهش سطح دی‌اکسید کربن، گیاهان - و به تبع آنها، حیوانات - می‌توانند با ایجاد راه‌کارهای دیگری چون کاهش نیاز به دی‌اکسید کربن جهت انجام فرآیندهای فتوسنتزی، گوشت‌خوار شدن، سازگاری با خشک شدن یا همزیستی با قارچ‌ها، مدت زمان بیشتری زنده بمانند. این سازگاری‌ها احتمالاً در نزدیکی دورهٔ «گلخانه‌ای مرطوب» پدیدار می‌شوند. مرگ بیشتر گیاهان سبب کاهش اکسیژن در اتمسفر شده، و در نتیجه اشعهٔ فرابنفش بیشتری به سطح زمین می‌رسد که آسیب‌زننده به دی‌ان‌ای است. بالارفتن دما سبب افزایش واکنش‌های شیمیایی در جوِ زمین می‌شود و سطح اکسیژن را به میزان بیشتری کاهش می‌دهد. جوامع گیاهی و جانوری به‌طور فزاینده‌ای پراکنده و منزوی می‌شوند، زیرا زمین بیش از پیش بایر می‌شود. جانورانی که قادر به پرواز هستند، وضعیت بهتری خواهند داشت، چرا که قادرند مسافت بیشتری پرواز کرده و نقاط سردتری را برای زندگی‌شان پیدا کنند. بسیاری از حیوانات به قطب‌های زمین یا شاید زیر سطح زمین خواهند رفت. این حیوانات تنها طی شب‌های قطبی فعال خواهند شد و طی روزهای قطبی، به سبب گرما و تابش شدید، غیرفعال خواهند ماند. بیشتر سطح زمین، متروک و چون صحرایی بی‌آب و علف خواهد شد و گیاهان و حیوانات بیشتر در اقیانوس‌ها یافت خواهند شد. |
| Geology and planetary science | ۸۰۰–۵۰۰ میلیون                                  | همان گونه که «پیتر وارد» و «دونالد براونلی» در کتاب «زندگی و مرگ سیاره زمین» و به نقل از «کوین زانلی» دانشمند مرکز تحقیقات ایمز ناسا اشاره کردند، این نزدیک‌ترین زمانی است که زمین‌ساخت صفحه‌ای به دلیل سرد شدن تدریجی هسته زمین متوقف خواهد شد و این موضوع به‌طور بالقوه می‌تواند زمین را به یک دنیای آبی محض تبدیل کند. |
| Biology                       | ۹۰۰–۸۰۰ میلیون                                  | کاهشِ سطحِ دی‌اکسید کربن به آن حدی می‌رسد که دیگر فرایند «تثبیت کربن در گونه‌های چهارکربنه» (در دستگاه فتوسنتز) هم مقدور نخواهد بود. بدون حیات گیاهان که اکسیژن را در جو زمین بازیافت می‌کنند، اکسیژن آزاد و لایهٔ ازون از اتمسفر محو شده و مقادیر فراوانی از اشعهٔ فرابنفش کُشنده به سطح زمین خواهد رسید. در زنجیرهٔ غذایی، حیواناتی که به گیاهان زنده وابسته هستند، اندکی بعد از بین خواهند رفت. جانوران حداکثر می‌توانند حدود ۳ تا ۱۰۰ میلیون سال پس از بین رفتن حیات گیاهی، به زندگی خود ادامه دهند. درست مانند گیاهان، انقراض حیوانات احتمالاً همزمان با از بین رفتن گیاهان صورت خواهد گرفت و با حیوانات بزرگ‌تر آغاز می شود، سپس حیوانات کوچکتر و جانداران پرنده، سپس دوزیستان، پس از آن خزندگان و در نهایت بی‌مهرگان منقرض خواهند شد. در کتاب «حیات و مرگ سیارهٔ زمین»، پیتر وارد و دونالد ای. برونلی اظهار می‌دارند که برخی حیوانات ممکن است بتوانند در اقیانوس‌ها به زندگی خود ادامه دهند؛ اما سرانجام، حیاتِ «چند سلولی» از بین خواهد رفت. اولین جانداران دریایی منقرض‌شونده ماهی های بزرگ و پس از آن ماهی های کوچک و در نهایت بی مهرگان خواهند بود. آخرین جانوران باقی‌مانده، آنهایی هستند که همچون موریانه‌ها به گیاهان زنده وابسته نیستند یا آنهایی که همچون کرم لوله‌ای بزرگ در نزدیکی چاه گرمابی زندگی می‌کنند. از این زمان به بعد، تنها نوع حیات بر روی کرهٔ زمین، موجودات تک‌یاخته‌ای خواهند بود. |
| Geology and planetary science | ۱ میلیارد                                       | ۲۷٪ ازتودهٔ اقیانوس‌ها به سمت جبهٔ زمین فرو خواهد رفت. اگر چنین پدیده‌ای بدون توقف پیش‌برود، زمانی به تعادل خواهد رسید که تنها ۶۵٪ از آب‌های سطحی بر روی سطح کرهٔ زمین باقی خواهند ماند. |
| Geology and planetary science | ۱٫۱ میلیارد                                     | در این مدت، شدتِ نورِ خورشید به میزان ۱۰ درصد، افزایش خواهد یافت و میانگین دمای سطح کرهٔ زمین به حدود ۳۲۰ کلوین (۴۷ درجه سلسیوس؛ ۱۱۶ درجه فارنهایت) خواهد رسید. اتمسفر همچون «گلخانه‌ای مرطوب» خواهد شد و آب اقیانوس‌ها تبخیر خواهد شد و به فضا خواهد رفت. در نتیجه، تکتونیک صفحه‌ای به‌طور کامل متوقف خواهد شد (اگر تا پیش از این متوقف نشده باشد). تکه‌های بسیار کوچکی از آب در آب‌گیرها باقی خواهد ماند و امکانِ حیات را اینجا و آنجا و به‌طور پراکنده، به گونه‌هایِ سادهٔ زیستی، خواهد داد. |
| Biology                       | ۱٫۲ میلیارد                                     | حداکثر زمان تخمینی که طی آن کلیهٔ گیاهان از بین خواهند رفت، با این فرض که مقادیر اندکی از برخی انواع فتوسنتز، علی‌رغم سطح بسیار پائین دی‌اکسید کربن مقدور خواهد ماند. اگر چنین اتفاقی رخ دهد، افزایش دمای اتمسفر، یک بیوسفر پیچیده را ایجاد می‌کند که از این زمان به بعد، ناپایدار خواهد بود. |
| Biology                       | ۱٫۳ میلیارد                                     | به دلیل فقدانِ دی‌اکسید کربن، حیاتِ یوکاریوت‌ها متوقف خواهد شد. تنها پروکاریوت‌ها باقی خواهند ماند. |
| Astronomy and astrophysics    | ۱٫۶–۱٫۵ میلیارد                                 | به‌واسطهٔ افزایشِ شدتِ نورِ خورشید، «کمربند حیاتِ پیرا-ستاره‌ایِ» آن، گسترش خواهد یافت. با افزایش سطح دی‌اکسید کربن در جّوِ مریخ، دمایِ آن، مشابه با دمایِ کرهٔ زمین در «عصر یخبندان» خواهد شد. |
| Astronomy and astrophysics    | ۴٫۵–۱٫۵ میلیارد                                 | شتاب جزر و مدی، کرهٔ ماه را چنان از زمین دور می‌کند که اثرات سودمند تثبیت‌کنندگیِ ماه بر روی «انحراف محوری» زمین، کاهش می‌یابد. در نتیجه، «سرگردانی قطبی حقیقی» در کرهٔ زمین شدت خواهد یافت و حتی دچار بی‌نظمیِ شدید و هرج‌ومرج خواهد گشت و به سبب این انحراف محوری، تغییرات چشمگیری در وضعیت آب و هوایی زمین پدید خواهد آمد. |
| Biology                       | ۱٫۶ میلیارد                                     | حداقل زمان تخمینی برای انقراض کلیهٔ انواع حیاتِ باقی‌مانده تا این زمان؛ که البته تنها محدود به جانداران تک‌یاخته‌ای در زیستگاه‌های کوچک جداافتاده همچون دریاچه‌ها و غارها در ارتفاعات بالاست. |
| Astronomy and astrophysics    | کمتر از ۲ میلیارد                               | اولین رویارویی نزدیک کهکشان آندرومدا و کهکشان راه شیری. |
| Geology and planetary science | ۲ میلیارد                                       | حداکثر زمان تخمینی که طی آن آب‌های کلیهٔ اقیانوس‌ها بخار خواهند شد؛ در صورتی که فشار جو زمین در اثر چرخه نیتروژن کاهش یابد. |
| Astronomy and astrophysics    | ۲٫۵۵ میلیارد                                    | دمای سطحی خورشید به حداکثر میزان خود یعنی ۵٬۸۲۰ کلوین می‌رسد. از این زمان به بعد، خورشید شروع به سرد شدن خواهد کرد، اما درخشندگی و نورش بیشتر خواهد شد. |
| Geology and planetary science | ۲٫۸ میلیارد                                     | دمایِ سطحی کرهٔ زمین، حتی در قطب‌های شمال و جنوب، به حدود ۴۲۰ کلوین (۱۴۷ درجهٔ سانتی‌گراد بالای صفر) خواهد رسید. |
| Biology                       | ۲٫۸ میلیارد                                     | دیرترین زمان تخمینی که طی آن تمامی جانداران (حتی تک‌یاخته‌ای‌ها) از بین خواهند رفت. |
| Geology and planetary science | ۴–۳ میلیارد                                     | اگر هسته درونی زمین با سرعت فعلیِ ۱ میلیمتر (۰٫۰۳۹ اینچ) در سال به رشد خود ادامه دهد، هستهٔ بیرونی کرهٔ زمین، منجمد خواهد شد t چون دیگر «هستهٔ بیرونیِ مایع‌مانندِ» کرهٔ زمین وجود ندارد، «میدان مغناطیسی زمین» هم از بین خواهد رفت و ذرات بارداری که از خورشید نشأت می‌گرفتند، از جوِ زمین محو خواهند شد. |
| Astronomy and astrophysics    | حدود ۳ میلیارد                                  | در حدود ۱ در ۱۰۰٬۰۰۰ احتمال دارد که در اثر پدیدهٔ رویارویی ستاره‌ای، کره زمین از مدار خود خارج و به فضای میان‌ستاره‌ای پرتاب شود. همچنین ۱ در ۳ میلیون احتمال دارد که کره زمین در تلهٔ جاذبهٔ یک ستارهٔ دیگر بیوفتد. اگر این واقعه رخ دهد، با این فرض که این سفر میان‌ستاره‌ای اثری بر حیات روی کره زمین نگذاشته باشد، زندگی در کره زمین تا مدت طولانی‌تری ادامه خواهد داشت. |
| Astronomy and astrophysics    | ۳٫۳ میلیارد                                     | ۱ درصد احتمال دارد که در اثر نیروی گرانش مشتری، مدارِ حرکتی سیارهٔ عطارد آنچنان طویل گردید که منجر به برخوردش با سیارهٔ زهره شود. این موضوع، موجب درهم‌ریختگی بخش‌های داخلی منظومهٔ شمسی می‌شود. سناریوهای احتمالی عبارتند از: برخورد عطارد با خورشید، پرتاب شدن عطارد به بیرون منظومهٔ شمسی، یا برخوردش با کرهٔ زمین. |
| Geology and planetary science | ۴٫۵–۳٫۵ میلیارد                                 | تمامی آب‌های اقیانوس‌ها (اگر پیش از این تبخیر نشده باشند) تا این زمان بخار خواهند شد. اثر گلخانه‌ای که به سبب یک اتمسفر مملو از آب ایجاد خواهد شد، به‌علاوهٔ افزایش درخشندگی خورشید به میزان ۴۰–۳۵٪ کنونی آن، دست به دست هم داده و دمای سطح کره زمین را به حدود ۱٬۴۰۰ کلوین (۱٬۱۳۰ درجه سلسیوس؛ ۲٬۰۶۰ درجه فارنهایت) خواهند رساند که این میزان برای ذوب کردن برخی از انواع سنگ‌ها کافی است. با آنکه این مرحله از آیندهٔ کره زمین را اغلب با شرایط فعلی زهره مقایسه می‌کنند، اما دمای آن موقع زمین در واقع حدود ۲ برابر دمای فعلی زهره است و در چنان دمایی، سطح زمین نیمه مذاب خواهد بود حال آنکه سطح کنونی زهره اغلب جامد است. علاوه بر این طی چنین زمانی، دمای زهره به سبب نزدیکی‌اش به خورشید به‌شدت بالا خواهد رفت و دمایش بسیار بیشتر از دمای زمین خواهد بود. |
| Astronomy and astrophysics    | ۳٫۶ میلیارد                                     | قمر سیارهٔ نپتون، «تریتون»، واردِ «حد روش» خود خواهد شد و پس از فروپاشی، یک حلقه سیاره‌ای مشابه حلقه‌های زحل ایجاد خواهد کرد. |
| Geology and planetary science | ۴٫۵ میلیارد                                     | مریخ به همان میزان تابش خورشیدی می‌رسد که کره زمین در زمان پیدایش خود، یعنی ۴٫۵ سال پیش از زمان حال، داشت. |
| Astronomy and astrophysics    | کمتر از ۵ میلیارد                               | میانگین مدت زمانی که کهکشان آندرومدا با کهکشان راه شیری برخورد خواهد کرد و یک کهکشهان تلفیقی به نام «میلکومِـدئا» ایجاد خواهد شد. این احتمال وجود دارد که کهکشان راه شیری از مکان فعلی خود به بیرون پرتاب شود. آنچه به‌طور قطعی مسلم است، آن است که سیاره‌های منظومهٔ شمسی، طی این فرایندها هیچ آسیبی نخواهند دید. |
| Astronomy and astrophysics    | ۵٫۴ میلیارد                                     | با اتمام هیدروژن در هستهٔ خود، خورشید از منحنیِ «رشته اصلی» خارج و تدریجاً به یک «غول سرخ» مبدل می‌شود. |
| Geology and planetary science | ۶٫۵ میلیارد                                     | مریخ به همان میزان تابش خورشیدی می‌رسد که کره زمین در حال حاضر دارد و پس از آن دچار همان سرنوشتی می‌شود که در بالا برای زمین شرح داده شد. |
| Astronomy and astrophysics    | ۶٫۶ میلیارد                                     | خورشید احتمالاً دچار درخش هلیوم خواهد شد و در نتیجه، روشنایی هسته مرکزی آن به اندازهٔ روشنایی تمامی ستارگان موجود در کهکشان راه شیری می‌شود. |
| Astronomy and astrophysics    | ۷٫۵ میلیارد                                     | با افزایش اندازهٔ خورشید، کرهٔ زمین و مریخ دچار پدیدهٔ «قفل کشندی» خواهند شد. |
| Astronomy and astrophysics    | ۷٫۵۹ میلیارد                                    | کرهٔ زمین و ماه به احتمالِ قوی، در اثر افتادن به داخلِ خورشید (که در حال افزایش اندازه و حجم است) از بین خواهند رفت. در این زمان، خورشید در حال نزدیک‌شدن به بیشینه مرحلهٔ غول سرخی خود است و قطرش نزدیک به ۲۵۶ برابر قطر کنونی‌اش می‌شود. پیش از این برخورد نهایی، ماه واردِ «حد روش» خود خواهد شد و پس از فروپاشی یک حلقه سیاره‌ای بدور زمین ایجاد می‌کند و البته بیشتر خرده‌های آن به روی سطح زمین خواهد افتاد. در این مدت، دمای سطح تیتان (قمر سیارهٔ زُحل) به آن حدی می‌رسد که برای حیات موجودات، لازم و ضروری است. |
| Astronomy and astrophysics    | ۷٫۹ میلیارد                                     | خورشید به مرز غول سرخی خود در نمودار هرتسپرونگ-راسل می‌رسد و قطرش به ۲۵۶ برابر قطر فعلی خواهد رسید. در جریان این افزایش اندازه، عطارد و زهره و کرهٔ زمین، همگی از بین خواهند رفت. |
| Astronomy and astrophysics    | ۸ میلیارد                                       | خورشید مبدل به یک کوتوله سفید کربن-اکسیژن می‌شود و حجمش به حدود ۵۴٫۰۵ درصدِ فعلی، می‌رسد. اگر کرهٔ زمین در چنین زمانی هنوز باقی باشد، دمای سطح آن همچون سایر سیارات منظومهٔ شمسی به‌سرعت افت می‌کند، چرا که میزان انرژی ساطع‌شده از خورشید خیلی کمتر از میزان کنونی آن است. |
| Astronomy and astrophysics    | ۲۲٫۳ میلیارد                                    | با در نظر گرفتن فرضیهٔ انرژی تاریک و معادله حالتِ w = ۱٫۵-، «مه‌گسست» رخ داده و جهان به پایان خواهد رسید. اگر چگالی انرژی تاریک کمتر از ۱- باشد، انبساط جهان شتاب می‌گیرد و جهان قابل مشاهده کوچکتر می‌شود. حدود ۲۰۰ میلیون سال قبل از مه‌گسست، خوشه‌های کهکشانی نظیر گروه محلی و گروه سنگ‌تراش از بین رفته‌اند. ۶۰ میلیون سال پیش از مه‌گسست، تمامی کهکشان‌ها، ستاره‌های خود را تدریجاً از حاشیه‌شان از دست داده و ظرف ۴۰ میلیون سال بعدی، به‌کلی فرو می‌پاشند. سه ماه قبل از پایان جهان، ستاره‌ها هیچ‌گونه پیوند گرانشی نخواهند داشت و سیارات به جهان سریعاً متسع‌شونده پرتاب می‌شوند. سه ماه پیش از وقوعِ مه‌گسست، منظومه‌های ستاره‌ای پیوستگی گرانشی خود با یکدیگر را از دست خواهند داد و سیارات از جای خود کنده شده و به سوی جهانِ به‌سرعت منبسط‌شونده پرتاب خواهند کرد. سی دقیقه قبل از خاتمهٔ هستی، سیارات، ستاره‌ها، سیارک‌ها، و حتی ستاره‌های نوترونی، سیاه‌چاله‌ها به اتم تبدیل می‌شوند. ۱۰−۱۹ ثانیه پیش از پایان جهان، اتم‌ها هم از می‌پاشند. هنگامی که مه‌گسست به یکاهای پلانک خود می‌رسد، ریسمان‌های کیهانی و تار و پود فضازمان از هم جدا می‌شود. وقتی تمامی فواصل بی‌نهایت طولانی گردد، گیتی دچار یک «تکینگی مه‌گسست» می‌شود. در حالی که در «تکینگی مه‌رمب»، ماده بی‌نهایت متراکم می‌شود، در «تکینگی مه‌گسست» ماده بی‌نهایت از هم دور و پخش می‌شود. با این وجود، مشاهدهٔ سرعتِ حرکتِ خوشه‌های کهکشانی با تلسکوپ فضایی چاندرا، عدد واقعی w را در حدود ۰٫۹۹۱- نشان داده و پیش‌بینی می‌کند که مه‌گسست رخ نخواهد داد. |
| Astronomy and astrophysics    | ۵۰ میلیارد                                      | اگر کرهٔ زمین و ماه در این مدت، به‌داخلِ خورشید نیوفتاده و نابود نشده باشند، دچار پدیدهٔ قفل کشندی با یکدیگر خواهند شد و این بدان معناست که فقط، یک وجهِ یکدیگر را خواهند دید. از آن پس، اثراتِ کششیِ خورشید، سبب خواهد شد «تکانه زاویه‌ای» این دو به‌هم بخورد و مدارِ کرهٔ ماه دچارِ زوال شده و چرخش زمین به‌دورِ خودش، شتابِ بیشتری بگیرد. |
| Astronomy and astrophysics    | ۶۵ میلیارد                                      | ماه به دلیل زوالِ مداری، با زمین برخورد خواهد کرد، با این فرض که این دو تا آن زمان توسط خورشیدِ غول سرخ بلعیده نشده باشند. |
| Astronomy and astrophysics    | ۱۰۰ میلیارد تا ۱ تریلیون (۱۰۱۲)                 | میانگین مدت زمانی که طی آن، حدود ۴۷ کهکشان در «گروه محلی» به یکدیگر خواهند پیوست و یک کهکشان بزرگتر ایجاد خواهند کرد. |
| Astronomy and astrophysics    | ۱۵۰–۱۰۰ میلیارد                                 | انبساط جهان سبب خواهد شد تمامی کهشکشان‌های آن‌سویِ گروه محلیِ کهکشانِ راه شیری، ماورایِ «افق نور کهکشهانی» واقع شده و دیگر با فناوری کنونی، قابل رصد و ردیابی نباشند. |
| Astronomy and astrophysics    | ۱۵۰ میلیارد                                     | تابش زمینه کیهانی رو به سردی رفته و دمایش از حد کنونی آن نیز که حدود ۲٫۷ کلوین تا ۰٫۳ کلوین است، کمتر خواهد شد و بدین ترتیب، دیگر با فناوری کنونی، قابل رصد و ردیابی نیست. |
| Astronomy and astrophysics    | ۳۲۵ میلیارد                                     | زمان تخمینی که طی آن، انبساط جهان تمام اجرام آسمانی همبسته با نیروی گرانشی را در افق کیهانی خود منزوی می‌کند. در این مرحله، کیهان با ضریبی بیش از ۱۰۰ میلیون منبسط شده‌است و حتی ستارگانِ منفردِ جداافتاده نیز، منزوی و ایزوله خوهند شد. |
| Astronomy and astrophysics    | ۸۰۰ میلیارد                                     | مدت زمانی که در آن تابشِ نور از کهکشان تلفیقیِ «میلکومِـدِئا»، رو به کاهش خواهد گذاشت که علتش، تبدیل غول‌های سرخ به «غول آبی» و گذر از مرحلهٔ «حداکثر درخشندگی» خود است. |
| Astronomy and astrophysics    | ۱۰۱۲ (۱ تریلیون)                                | کمترین زمانی که پیش‌بینی می‌شود ستاره‌زایی به دلیل مصرفِ تمامیِ گازهایِ کهکشانیِ موردِ نیاز برای این زایش، پایان یابد. انبساط جهان با فرض یک چگالیِ انرژی تاریک ثابت، طول‌موجِ امواجِ مایکروویوِ پس‌زمینهٔ کیهانی را ۱۰۲۹ برابر می‌کند و در نتیجه، از افق نوری کیهانی خارج ساخته و تمامیِ شواهدِ موجود برای «مه‌بانگ» را غیرقابل رصد و ردیابی می‌نماید. با این حال، همچنان می‌توان انبساط جهان را با استفاده از «ستارگان فرا سریع» اثبات و اندازه‌گیری نمود. |
| Astronomy and astrophysics    | ۱۰۱۲ – ۱۰۱۱ (۱۰۰ میلیارد – ۱ تریلیون)           | زمان تخمینی برای آنکه با فرض یک مدل «بسته»، جهان طی یک مه‌رمب به پایان برسد. بر حسب آنکه مرحلهٔ انبساط جهان تا چه اندازه طول بکشد، مرحله انقباض جهان دقیقاً برعکس آن رخ خواهد داد. ابتدا ابرخوشه‌های کهکشانی به‌هم می‌پیوندند و سپس این به‌هم پیوستن در مورد خوشه‌های کهکشانی و کهکشان‌ها رخ می‌دهد. در نهایت ستاره‌ها آنچنان به هم نزدیک می‌شوند که شروع به برخورد با یکدیگر می‌کنند. با پیشرفت انقباض جهان، دمای تابش زمینه کیهانی به بیش از دمای سطح برخی ستارگان می‌رسد و این بدان معناست که این ستارگان دیگر نمی‌توانند گرمای درونی خود را به بیرون دفع کنند و به آهستگی در درونِ خود می‌پزند تا آنکه سرانجام منفجر شوند. این فرایند در حدود ۵۰۰٬۰۰۰ سال پیش از پایان جهان و با تشکیل ستارگان کوتوله سرخ کم‌جرم، هنگامی که دمای تابش زمینه کیهانی به ۲٬۴۰۰ کلوین (۲٬۱۳۰ درجه سلسیوس؛ ۳٬۸۶۰ درجه فارنهایت) برسد، آغاز می‌شود، و سپس با ایجاد ستارگان کلاس کِی، جی، اف، اِی، بی، و سرانجام کلاس اُ در حدود ۱۰۰٬۰۰۰ سال پیش از مه‌رمب دنبال می‌شود. چندین دقیقه پیش از وقوع مه‌رمب، دما آنچنان بالاست که هسته اتم از هم می‌گسلد و ذرات آن به درون سیاه‌چاله‌ها بلعیده می‌شود. سرانجام تمامی سیاه‌چاله‌های عالم هستی به هم پیوسته و یک سیاه‌چالهٔ واحد ایجاد می‌شود که همه مواد عالم هستی را در خود جای داده‌است؛ و سپس شروع به بلعیدن تمام گیتی از جمله خودش می‌نماید. پس از آن، این احتمال وجود دارد که مه‌بانگی دیگر رخ داده و یک جهان جدید تشکیل شود. اعمال مشاهده‌شده از انرژی تاریک و شکل فعلی جهان چنین سناریویی را محتمل نمی‌نمایاند. تصور بر آن است که گیتی تخت باشد و به سبب انرژی تاریک، انبساط آن تسریع خواهد شد. اما خواص این انرژی تاریک هنوز نامعلوم است و در نتیجه ممکن است در آینده، انرژی تاریک معکوس گردد. همچنین امکان دارد گیتی یک «مدل بسته» باشد، اما انحنای آن چنان اندک باشد که ما قادر به تشخیص و اندازه‌گیری آن در فاصله جهان قابل مشاهدهٔ فعلی نباشیم. |
| Astronomy and astrophysics    | ۱۰۱۲ × ۱٫۰۵ (۱٫۰۵ تریلیون)                      | زمان تخمینی برای انبساط گیتی با ضریبی بیش از ۱۰۲۶، که چگالیِ ذرات را به کمتر از ۱ ذره در حجم «افق کیهانی» می‌رساند. ورای این هنگام، ذرات موادِ غیرمتصلِ بین‌کهکشانی، به‌طور مؤثری از هم جدا افتاده و برخورد میان آنها، دیگر تأثیری بر تکامل آتی جهان نخواهد داشت. |
| Astronomy and astrophysics    | ۱۰۱۲ × ۱٫۴ (۱٫۴ تریلیون)                        | زمان تخمینی که طی آن تابش پس‌زمینه کیهانی به دمای پایه‌ای ۱۰−۳۰ کلوین می‌رسد و دیگر سردتر از این نمی‌شود. این دمای اندک باقیمانده، ناشی از تشعشعات افق کیهانی است که با گذشت زمان کاهش نمی‌یابد. |
| Astronomy and astrophysics    | ۱۰۱۲ × ۲ (۲ تریلیون)                            | زمان تخمینی برای آنکه کلیهٔ اجرامِ آن سوی گروه محلی با یک ضریب بیش از ۱۰۵۳ دچار سرخ‌گَرایی شوند. حتی پُر انرژی‌ترین پرتوهای گاما چنان بسط می‌یابند که طول موج‌شان از طول فیزیکی افق بیشتر می‌شود. زمان برطرف‌شدن این تابش از سن فیزیکی جهان هستی بیشتر خواهد بود. |
| Astronomy and astrophysics    | ۱۰۱۲ × ۴ (۴ تریلیون)                            | زمان تخمینی برای آنکه ستارهٔ کوتوله سرخ پروکسیما قنطورس، که نزدیک‌ترین ستاره به خورشید با فاصله‌ای در حدود ۴٫۲۵ سال نوری است، رشته اصلی را ترک کرده و به کوتوله سفید مبدل شود. |
| Astronomy and astrophysics    | ۱۰۱۳ (۱۰ تریلیون)                               | زمان تخمینی برای حداکثر میزان زیست‌پذیری (قابلیت سکونت) در عالم هستی، مگر آنکه زیست‌پذیری اطراف ستاره‌های کم‌جرم، متوقف گردد. |
| Astronomy and astrophysics    | ۱۰۱۳ × ۱٫۲ (۱۲ تریلیون)                         | زمان تخمینی برای آنکه کوتوله سرخ وی‌بی ۱۰، که تا سال ۲۰۱۶ کم‌جرم‌ترین ستارهٔ رشته اصلی با وزنی در حدود ۰٫۰۷۵ M☉ است، تمامی هیدروژن هستهٔ خود را از دست داده و به یک کوتوله سفید مبدل شود. |
| Astronomy and astrophysics    | ۱۰۱۳ × ۳ (۳۰ تریلیون)                           | زمان تقریبی برای آنکه ستارگان کهکشان‌هایی که در همسایگی هم قرار دارند، از نزدیکی یکدیگر عبور کنند. هرگاه دو ستاره (یا بقایای ستاره‌ای) از کنار هم عبور کنند، این احتمال وجود دارد که مدار آن‌ها به‌هم بخورد و از مسیرِ همیشگیِ خود منحرف و خارج شوند. به‌طور معمول، هرچه سیاره‌ای به خورشیدِ خود (ستارهٔ مادر خود) نزدیک‌تر باشد، احتمال خارج شدنش از مدار، به سبب اثراتِ جاذبه‌ای آن ستارهٔ مادر، کمتر است. |
| Astronomy and astrophysics    | ۱۰۱۴ (۱۰۰ تریلیون)                              | بیشینه زمانِ تخمینی برای پایان یافتنِ ستاره‌زایی در گیتی. در این زمان، «عصر ستاره‌زایی» خاتمه می‌یابد و جهان وارد «عصر زوال» می‌گردد و دیگر «هیدروژنِ آزاد» برای ساخت ستارگان جدید وجود ندارد و ستارگانِ موجود نیز، سوخت خود را تمام می‌کنند و رو به نابودی می‌روند. تا این زمان جهان هستی با ضریبی در حدود ۱۰۲۵۵۴ منبسط شده است. |
| Astronomy and astrophysics    | ۱۰۱۴ × ۱٫۲–۱٫۱ (۱۱۰ تا ۱۲۰ تریلیون)             | مدت زمانی که طی آن، تمام ستارگانِ گیتی، سوخت خود را مصرف کرده‌اند (پُرعمرترین ستارگان، یعنی غول‌های سرخِ کم‌جرم، طول عمری در حدود ۲۰–۱۰ تریلیون سال دارند). پس از این زمان، آنچه باقی می‌ماند عبارت است از بقایای ستاره‌ای (کوتوله‌های سفید، ستارگان نوترونی و سیاهچاله‌های ستاره‌وار). کوتوله‌های قهوه‌ای نیز باقی می‌مانند. برخورد مابین کوتوله‌های قهوه‌ای موجب ساختِ تعدادِ اندکی غول سرخ خواهد شد. به‌طورِ متوسط، حدود ۱۰۰ ستاره در کهکشان، خواهد درخشید. برخوردِ بقایای ستاره‌ای موجب بوجودآمدنِ گاه‌به‌گاهِ ابرنواختر خواهد شد. |
| Astronomy and astrophysics    | ۱۰۱۵ (۱ کوادریلیون)                             | زمان تخمینی برای آنکه عبورِ ستارگان از نزدیکی هم، موجب گسیختگیِ مدار حرکتِ سیاراتِ منظومه‌ای (از جمله منظومه شمسی) شود. در این زمان، خورشید آنچنان سرد شده‌است که دمایش به ۵ درجه بالای صفر مطلق (−۲۶۸٫۱۵ سانتی‌گراد) رسیده‌است. |
| Astronomy and astrophysics    | ۱۰۱۹ - ۱۰۲۰ (۱۰ تا ۱۰۰ کوئینتیلیون)             | مدت زمان تقریبی که در آن ۹۹٪-۹۰٪ کوتوله‌های قهوه‌ای و بقایای ستاره‌ای (از جمله خورشید) از کهشکشانِ منظومهٔ شمسی به بیرون پرتاب خواهند شد. توضیح آنکه، وقتی دو جرمِ آسمانی از کنار هم عبور می‌کنند، نوعی مبادلهٔ انرژیِ مداری، بین آن‌ها رخ داده و آن‌هایی که جرم کمتری دارند، انرژی دریافت می‌کنند. وقتی این عبور کردن‌ها از نزدیکی هم، تکرار شود، اجرامی که جرم کمتری دارند، آن اندازه انرژی دریافت می‌کنند که آن‌ها را به بیرون از کهکشان پرتاب کند. این پدیده سبب می‌شود که یک کهکشان، در نهایت، تمام کوتوله‌های قهوه‌ای و بقایای ستاره‌ای درونِ خود را به بیرون پرتاب کند. |
| Astronomy and astrophysics    | ۱۰۲۰ (۱۰۰ کوئینتیلیون)                          | مدت زمانِ تخمینی که طی آن، زمین به سبب زوالِ مداریِ ناشی از تابشِ موج گرانشی، با خورشید که اینک به یک کوتوله سیاه مبدل گشته، تصادم و برخورد خواهد کرد، مشروط بر آنکه، پیشتر از این، کرهٔ زمین به دلیل نیروهایِ گرانشیِ سایر اجرامِ آسمانی، از محور خود خارج نشده یا در اثر افزایش حجم خورشید، توسط آن بلعیده نشده باشد. |
| Astronomy and astrophysics    | ۱۰۲۳ (۱۰۰ سکستیلیون)                            | در این بازه زمانی، بیشتر بقایای ستارگان و سایر اجرام آسمانی از بقایای خوشهٔ کهکشانی خود به بیرون پرت می‌شوند. |
| Astronomy and astrophysics    | ۱۰۳۰                                            | مدت زمانی که لازم است، تا آن معدود ستاره‌هایی که از کهکشان‌هایشان به بیرون پرتاب نشده‌اند (حدود ۱۰٪-۱٪ ستارگان)، به‌داخلِ سیاه‌چاله کلان‌جرم مرکز کهکشان‌شان سقوط کنند. در این زمان و به سبب موج گرانشی، ستارگان دوگانه به روی یکدیگر و سیاره‌ها به روی ستارگان مربوطه، سقوط خواهند کرد و تنها اجرامِ آسمانیِ منفرد و تک‌افتاده (کوتوله‌های قهوه‌ای، بقایای ستاره‌ای، سیارات پرتاب‌شده به بیرون و سیاه‌چاله‌ها) در گیتی باقی خواهد ماند. |
| Particle physics              | ۱۰۳۶ × ۲ (۲ آندیسیلیون)                         | مدت زمانی که لازم است تا تمام ذرات هسته‌ای موجود در گیتی تجزیه شده و از بین برود؛ با فرض آنکه کوتاه‌ترین زمانِ لازم برای واپاشی پروتون، یعنی (۱۰۳۳ × ۸٫۲ سال) را در نظر بگیریم. |
| Particle physics              | ۱۰۳۶–۱۰۳۸ (۱ تا ۱۰۰ آندیسیلیون)                 | زمان تخمینی برای متلاشی شدن تمام سیارات و اجرامی که جرم ستاره‌ای دارند و تا آن زمان باقی‌مانده‌اند؛ از جمله خورشید. این در صورت است که واپاشی پروتون قابل انجام باشد. |
| Particle physics              | ۱۰۴۳ × ۳ (۳۰ تری‌دیسیلیون)                       | مدت زمانی که لازم است تا تمام ذرات هسته‌ای موجود در گیتی تجزیه شده و از بین برود؛ با فرض آنکه بلندترین زمانِ لازم برای واپاشی پروتون، یعنی (۱۰۴۱ سال) را در نظر بگیریم، و مشروط بر آنکه فرض کنیم «مه‌بانگ» منجر به «تورم کیهانی» شده و دقیقاً همان فرایندی که منجر بر غلبهٔ تعداد «باریون» بر «آنتی-باریون» شد، همان نیز موجب تجزیهٔ پروتون شود. در این هنگام، اگر واقعاً پروتون‌ها تجزیه شوند، «عصر سیاه‌چاله‌ها» آغاز خواهد شد، دوره‌ای که فقط سیاه‌چاله‌ها، در کیهان باقی‌مانده‌است و هیچ چیز دیگری نیست. |
| Particle physics              | ۱۰۵۰ × ۳٫۱۴ (۳۱۴ کوئیندیسیلیون)                 | زمان تخمینی برای آنکه یک ریزسیاه‌چاله با جرمی به اندازهٔ کرهٔ زمین در اثر تابش هاوکینگ به ذرات زیراتمی تجزیهٔ شود. |
| Particle physics              | ۱۰۵۴ × ۱٫۵۹                                     | زمان تخمینی برای آنکه یک ریزسیاه‌چاله با شعاع شوارتزشیلد ۶ اینچ و جرمی در حدود ۱۷٫۲ جرم زمین در اثر تابش هاوکینگ تجزیه شود. |
| Particle physics              | ۱۰۵۵ × ۵٫۶۲                                     | زمان تخمینی برای آنکه یک ریزسیاه‌چاله با شعاع شوارتزشیلد ۰٫۵ متر و جرمی در حدود ۵۶٫۴ جرم زمین در اثر تابش هاوکینگ تجزیه شود. |
| Particle physics              | ۱۰۶۵ (۱۰۰ ویجینتیلیون)                          | اگر فرض کنیم که پروتون‌ها تجزیه و دچار زوال نگردند، مدتِ زمانِ تقریبی‌ای که لازم است تا سنگ‌ها، اتم‌ها و مولکول‌هایشان را از طریق تونل‌زنی کوانتومی بازآرایی کنند. در این هنگام، بدنهٔ ناهمبسته و گسستهٔ «ماده»، «رفتاری همچون مایع» خواهد داشت و به سبب واپخش و گرانش، به شکل یک کرهٔ نرم در خواهد آمد. |
| Particle physics              | ۱۰۶۷ × ۱٫۱۶ (۱۱٫۶ آن‌ویجینتیلیون)                | مدت زمانی که لازم است تا یک سیاه‌چاله با جرمی معادل ۱ جرم خورشیدی، در اثر پدیدهٔ تابش هاوکینگ تجزیه شده و به ذرات بنیادی مبدل گردد. |
| Particle physics              | ۱۰۷۷ × ۱٫۱۷                                     | زمان تخمینی برای آنکه یک ریزسیاه‌چاله به اندازهٔ کرهٔ زمین با جرم خورشیدی ۲۱۶۰ در اثر تابش هاوکینگ به ذرات زیراتمی تجزیهٔ شود. |
| Particle physics              | ۱٫۵۴×۱۰۹۱–۱٫۴۱×۱۰۹۲ (۱۵٫۴ –۱۴۱ ناوِم‌ویجینتیلیون) | مدت زمانی که لازم است تا سیاه‌چاله کلان‌جرمی که در اثر ادغام کمان ای* و خوشه ستاره‌ای پی۲ در مرکز کهکشان آندرومدا طی برخورد راه شیری و آندرومدا به‌وجود آمده است در اثر تابش هاوکینگ تجزیه شده و از بین برود، مشروط بر آنکه هیچ «ماده» اضافی تولید نشود و با سیاهچاله‌های دیگر نیز ادغام نگردد - اگرچه به احتمال زیاد این سیاهچاله عظیم با دیگر سیاهچاله‌های پرجرم دیگر در طول فروپاشی گرانشی و تبدیل میلکومدا/میلکدرومامدا ادغام می‌شود. این سیاه‌چاله کلان‌جرم احتمالاً آخرین چیزی از دو کهکشان باشد که ناپدید شده و همچنین آخرین شاهد وجود آنها باشد. |
| Particle physics              | ۱۰۹۹ × ۳٫۳۴                                     | زمان تخمینی برای آنکه سیاه‌چاله کلان‌جرم تی‌اوان ۶۱۸, که تا سال ۲۰۱۸ میلادی، بزرگترین سیاه‌چالهٔ شناخته شدهٔ گیتی با جرمی معادل ۶۶ میلیارد جرم خورشیدی است، در اثر «تابش هاوکینگ» از هم بپاشد با این فرض که تکانه زاویه‌ای آن صفر باشد (هیچ‌گونه چرخشی نداشته باشد). |
| Particle physics              | ۱۰۱۰۶–۲٫۱×۱۰۱۰۹                                 | مدت زمانی که لازم است تا اَبَـرسیاه‌چاله‌هایی با جرم در حدود ۱۰۰ تریلیون (۱۰۱۴) جرم خورشیدی که پیش‌بینی می‌گردد طی رمبش گرانشی ابرخوشه‌های کهکشانی ایجاد شده باشند، در اثر «تابش هاوکینگ» از هم بپاشند. در این زمان، «عصر سیاه‌چاله‌ها» به پایان می‌رسد. پس از این زمان، اگر پروتون‌ها واقعاً دچار واپاشی شوند، گیتی وارد «عصر تاریکی» می‌شود که در آن تمامیِ اجسام، به ذرات زیراتمی تجزیه شده و تدریجاً انرژیِ درونی خود را از دست داده و طی پدیدهٔ «مرگ گرمای کیهان» به پائین‌ترین و آخرین سطح انرژی خود می‌رسند. |
| Particle physics              | ۱۰۱۶۱                                           | تخمین سال ۲۰۱۸ از طول عمر حیات «مدل استاندارد» پیش از آنکه خلاء کاذب در هم فرو ریزد؛ بازهٔ اطمینان ۹۵٪ برای این تخمین، چیزی میان ۱۰۶۵ تا ۱۰۱۳۸۳ سال است که علت آن، عدم اطلاع قطعی از بیشینه جرم کوارک است. |
| Particle physics              | ۱۰۲۰۰                                           | بیشینه زمانی که در آن تمامِ ذرات هسته‌ای در عالمِ هستی، تجزیه خواهند شد. اگر این تجزیه، از طریق مکانسیم یادشده نباشد، از طریق یکی از چند مکانیسم مختلفی که دانشِ «فیزیک ذرات» مدرن پیش‌بینی کرده (فرآیندهای غیرحفاظتی باریون مرتبه بالا، سیاه‌چاله‌های مجازی، سفالرون و غیره)، ظرف ۱۰۴۶ تا ۱۰۲۰۰ رخ خواهد داد. |
| Astronomy and astrophysics    | ۱۰۱۱۰۰–۳۲۰۰۰                                    | زمان تخمینی برای آنکه کوتوله‌های سیاه با جرم خورشیدی ۱٫۲ یا بیشتر در نتیجهٔ همجوشی آهسته سیلیسیم-نیکل-آهن دچار ابرنواختر شود، چرا که کسر الکترونی رو به کاهش، حد چاندراسخار کوتوله‌های سیاه را کاهش می‌دهد، با فرض اینکه پروتون‌ها تجزیه نشوند. |
| Astronomy and astrophysics    | ۱۰۱۵۰۰                                          | اگر فرض کنیم که پروتون‌ها دچار واپاشی نشوند، مدت زمانی که طول می‌کشد تا تمام موادِ باریونی، یا به‌هم پیوسته و آهن-۵۶ را پدیدآورند، یا آنکه از یکی از عناصرِ با جرمِ بالاتر، تجزیه شده و آهن-۵۶ را بسازند. (ستاره آهنی را ببینید) |
| Particle physics              | {\displaystyle 10^{10^{26}}}                    | تخمین محافظه‌کارانه برای مدت زمان لازم جهت آنکه تمامِ ستارگان آهنی در اثر فرایند «تونل‌زنی کوانتومی» به سیاه‌چاله مبدل گردند، مشروط بر آنکه «واپاشی پروتون» رخ نداده باشد یا سیاه‌چالهٔ مجازی ایجاد نشده باشد. در چنین زمان طولانی و وسیعی، حتی «ستاره‌های آهنیِ» بسیار پایدار هم از طریق فرایندِ تونل‌زنی کوانتومی تجزیه خواهند شد. نخست، ستاره‌های آهنی‌ای که جرم کافی دارند، از طریقِ این فرایند، به ستارگان نوترونی مبدل می‌شوند [منظور از «جرم کافی» چیزی مابین ۰٫۲ جرم خورشیدی و حد چاندراسخار است؛ چرا که وقتی جرم ستارگان آهنی ۰٫۲ جرم خورشیدی یا کمتر باشد (ستارگان نوترونی که در حدود ۰٫۲ جرم خورشیدی، جرم داشته باشند، پایدار هستند)، از نظر انرژی در حد مطلوبی قرار دارند و از طریق تونل‌زنی کوانتومی تجزیه نخواهند شد]؛ سپس ستارگان نوترونی و تمام «ستاره‌های آهنی» باقی‌مانده که سنگین‌تر از حد چاندراسخار باشند، از طریقِ همین فرایند، به سوی «سیاه‌چاله‌شدن» فرو می‌ریزند. تبدیل سیاه‌چاله‌های حاصله، به ذراتِ زیراتمی، (فرایندی که در حدود ۱۰۱۰۰ سال طول می‌کشد) و همچنین گُذار به مرحله عصر تاریکی در این بازهٔ زمانی، به سانِ «یک لحظه کوتاه» یا «یک آن» است. |
| Particle physics              | {\displaystyle 10^{10^{50}}}                    | زمان تخمینی برای آفرینش یک «مغز بولتسمان» از طریق کاهشِ ناگهانی آنتروپی |
| Particle physics              | {\displaystyle 10^{10^{76}}}                    | زمان تخمینی برای آنکه، تمام اجسامِ عالم، به‌داخلِ سیاه‌چاله‌ها فرو بریزند، مشروط بر آنکه واپاشی پروتون رخ نداده باشد یا «سیاه‌چاله مجازی» ایجاد نشده باشد، که باز در این بازهٔ زمانی، در «لحظه‌ای» به ذرات زیراتمی تبخیر و مبدل خواهند شد. این بیشینه زمان تخمینی ممکن برای آغاز عصر سیاه‌چاله‌ها (و متعاقباً عصر تاریکی) است. بعد از این زمان، به‌طور یقین گیتی دیگر مادهٔ باریونی نخواهد داشت و جهان در وضعیت خلاء تقریباً مطلق (احتمالاً به‌همراه خلاء کاذب) قرار خواهد داشت که ویژگی «جهان در عصر تاریکی» است، تا آنکه به مرحلهٔ مرگ گرمای کیهان برسد؛ با این فرض که، مرگ گرمای کیهان پیشتر از این به وقوع نپیوسته باشد. |
| Particle physics              | {\displaystyle 10^{10^{120}}}                   | بیشینه زمان تخمینی برای آنکه عالمِ هستی، به آخرین (پائین‌ترین) سطحِ انرژی خود برسد، حتی اگر «خلاء کاذب» وجود داشته باشد. |
| Particle physics              | {\displaystyle 10^{10^{10^{56}}}}               | حوالی چنین بازهٔ زمانی دور و بزرگی، پدیدهٔ تونل‌زنی کوانتومی در تکه‌های تک‌افتادهٔ جهان تهی از همه چیز، شروع به ایجاد وقایع تورم‌زای جدیدی خواهد نمود که به یک مه‌بانگ جدید خواهد انجامید و جهانی نوین زاده خواهد شد. از آنجایی که تعداد حالات ممکن برای ترکیب کلیهٔ ذرات زیراتمی در جهان قابل مشاهده در حدود {\displaystyle 10^{10^{115}}} است، (عددی که اگر در {\displaystyle 10^{10^{10^{56}}}} ضرب شود، در اثر خطای گردکردن ناپدید می‌شود)، همین مدت زمان لازم است تا یک «مه‌بانگِ تونل کوانتمی‌زده و دارای نوسان کوانتومی»، یک جهانِ جدید، عیناً مشابه با جهان فعلی ما ایجاد کند؛ مشروط بر آنکه تمامی جهان‌های نوین خلق‌شده دست‌کم‌تعداد ذرات زیراتمی مشابهی داشته باشند و از قوانین فیزیکی درون پهنهٔ نظریه ریسمان که توسط این نظریه پیش‌بینی شده‌است، پیروی نمایند. |

## آیندهٔ بشریت
|                               | تعداد سال‌ها از هم‌اکنون | واقعه |
| ----------------------------- | ---------------------- | --- |
| technology and culture        | ۱۰٬۰۰۰                 | محتمل‌ترین زمانی که طی آن و طبق محاسباتِ فرانک دریک در معادله دریک، عمر «تمدن تکنولوژیک» بشر به‌سر خواهد آمد. |
| Biology                       | ۱۰٬۰۰۰                 | اگر پدیدهٔ جهانی شدن منجر به‌آمیزش تصادفی نژادهای گوناگون با یکدیگر گردد، دیگر گوناگونی ژنتیکی انسان‌ها قابل تشخیص نخواهد بود، چرا که «اندازه مؤثر جمعیت» مساوی با «اندازه واقعی جمعیت» خواهد شد. |
| Mathematics                   | ۱۰٬۰۰۰                 | بر اساس استدلال‌های بحث برانگیزِ براندون کارتر در «نظریهٔ روز رستاخیز»، به احتمال ۹۵ درصد، نسل بشر تا این تاریخ منقرض خواهد شد. «نظریهٔ روز رستاخیز» می‌گوید نیمی از جمعیت کلی بشرِ مخلوق، تا این زمان زاده شده‌اند. |
| technology and culture        | ۲۰٬۰۰۰                 | بر اساس «مطالعات سیر تکامل زبان‌های مختلف» که توسط «موریس سووِیدش» انجام شد، زبان‌های گوناگون، فقط یک واژه از ۱۰۰ واژه اصلی خود را در «فهرست سووِدیش» و در مقایسه با وضعیت فعلیِ خود، حفظ خواهند کرد. |
| Geology and planetary science | ۱۰۰٬۰۰۰+               | مدت زمان مورد نیاز برای زمین‌سازی مریخ با جوی حاوی اکسیژن کافی، برای زندگیِ بشر و تنها با استفاده از گیاهان و نور مؤثر خورشید با آن شرایطی که امروزه در بیوسفر کرهٔ زمین وجود دارد. |
| Technology and culture        | ۱۰۰٬۰۰۰ تا ۱ میلیون    | کمترین زمانی تخمینی برای آنکه بشریت بتواند در کهکشان ۱۰۰٬۰۰۰ سال نوری‌مان، سکنی گزیند، مشروط بر آنکه بتواند تمامی انواعِ انرژیِ قابل‌استفاده را به خدمت بگیرد و همچنین، بتواند با سرعتی در حدود ۱۰ درصد سرعت نور حرکت کند. |
| Biology                       | ۲ میلیون               | گونه‌های جانوری مهره‌دار که در این مدت زمان دچار جدایی ژنتیکی بوده باشند، «گونه‌زایی ناهم‌بوم» پدید خواهند آورد. «جیمز و. ولنتاین» که یک دانشمند برجستهٔ «زیست‌شناسی تکامل» است، پیش‌بینی می‌کند، اگر تا آن هنگام، بشر در اجتماعات کاملاً مجزا و دور از هم زندگی کنند؛ کهکشان، شاهد یک «تکامل تشعشعی» در بشر خواهد بود که شکل ظاهری و توان سازگاری آن‌ها با محیط‌شان، چنان گوناگون و متفاوت‌ازهم خواهد بود که موجب بهت و شگفتی بسیار، خواهد شد. (این موضوع، بخشی از فرایند طبیعی تمام جمعیت‌های جدا اُفتاده و دور از هم است و ارتباطی به تغییراتِ عمدی بشر در ژن‌ها از طریقِ مهندسی ژنتیک ندارد). |
| Mathematics                   | ۷٫۸ میلیون             | بر اساس محاسبات «جان ریچارد گات» در «نظریهٔ روز رستاخیز»، به احتمال ۹۵ درصد، نسل بشر تا این تاریخ منقرض خواهد شد. |
| technology and culture        | ۱۰۰ میلیون             | بیشینه طول عمر «تمدن تکنولوژیک» بشر، بر اساس محاسبات فرانک دریک در معادلهٔ دریک. |
| Astronomy and astrophysics    | ۱ میلیارد              | زمان تخمینی برای آنکه بشر با یک پروژهٔ مهندسی‌فضا، بتواند مدار حرکتی کرهٔ زمین به دور خورشید را تغییر دهد، تا به‌نحوی، شدت‌یافتن نور و گرمای خورشید و تغییر کمربند حیات را جبران کند. اینکار از طریق کمک گرانشی سیارک‌ها انجام خواهد شد. |

## فضاپیماها و اکتشافات فضایی
تا به امروز، ۵ سفینهٔ فضایی (وویجر ۱، وویجر ۲، پایونیر ۱۰، پایونیر ۱۱ و نیو هورایزنز) در مسیری قرار دارند که آن‌ها را از منظومهٔ شمسی خارج و به محیط میان‌ستاره‌ای هدایت می‌کند. با فرضِ عدمِ یک برخوردِ نامحتمل با سایر اجرام آسمانی، سفر آن‌ها تا بی‌نهایت ادامه خواهد داشت.
|                            | تعداد سال‌ها از هم‌اکنون | واقعه |
| -------------------------- | ---------------------- | --- |
| Astronomy and astrophysics | ۱۰۰۰                   | ماهوارهٔ هسته‌ای اِسنپ-۱۰ای، که در سال ۱۹۶۵ به فضا پرتاب و در مداری با فاصلهٔ ۷۰۰ کیلومتر (۴۳۰ مایل) از سطحِ زمین قرار گرفت، به زمین بازخواهد گشت. |
| Astronomy and astrophysics | ۱۶٬۹۰۰                 | وویجر ۱ از فاصلهٔ ۳٫۵ سال نوری پروکسیما قنطورس عبور می‌کند. |
| Astronomy and astrophysics | ۱۸٬۵۰۰                 | پایونیر ۱۱ از فاصلهٔ ۳٫۴ سال نوری آلفا قنطورس عبور می‌کند. |
| Astronomy and astrophysics | ۲۰٬۳۰۰                 | وویجر ۲ از فاصلهٔ ۲٫۹ سال نوری آلفا قنطورس عبور می‌کند. |
| Astronomy and astrophysics | ۲۵٬۰۰۰                 | پیام آرسیبو، که در تاریخ ۱۶ نوامبر ۱۹۷۴ به فضا مخابره شد، به مقصد نهایی خود، یعنی خوشه ستاره‌ای مسیه ۱۳ خواهد رسید. این تنها پیغامِ رادیوییِ بین‌ستاره‌ای بود که بشر به چنان فاصلهٔ دوری از کهکشان مخابره نمود. زمانی که پیغام به این خوشه ستاره‌ای برسد، این خوشه حدود ۲۴ سال نوری، تغییر مکان داده‌است، اما چون این خوشه ستاره‌ای حدود ۱۶۸ سال نوری قطر دارد، باز می‌توان گفت که پیغام، به مقصد رسیده‌است. هرگونه پاسخ احتمالی به دست‌کم ۲۵٬۰۰۰ سال دیگر نیاز دارد تا به دست بشر برسد (با این فرض که امکان برقراری ارتباط با سرعتی بیش از نور فراهم باشد). |
| Astronomy and astrophysics | ۳۳٬۸۰۰                 | پایونیر ۱۰ از فاصله ۳٫۴ سال نوری ستارهٔ راس ۲۴۸ می‌گذرد. |
| Astronomy and astrophysics | ۳۴٬۴۰۰                 | پایونیر ۱۰ از فاصله ۳٫۴ سال نوری ستارهٔ آلفا قنطورس می‌گذرد. |
| Astronomy and astrophysics | ۴۲٬۲۰۰                 | وویجر ۲ از فاصله ۱٫۷ سال نوری ستارهٔ راس ۲۴۸ عبور می‌کند. |
| Astronomy and astrophysics | ۴۴٬۱۰۰                 | وویجر ۱ از فاصله ۱٫۸ سال نوری ستارهٔ گلیزه ۴۴۵ عبور می‌کند. |
| Astronomy and astrophysics | ۴۶٬۶۰۰                 | پایونیر ۱۱ از فاصله ۱٫۹ سال نوری ستارهٔ گلیزه ۴۴۵ عبور می‌کند. |
| Astronomy and astrophysics | ۵۰٬۰۰۰                 | کپسول زمان کئو، اگر روزی به فضا پرتاب شود، پس از این مدت‌زمان، دوباره به جو کرهٔ زمین باز خواهد گشت و به‌دستِ نسل‌های آتیِ بشر خواهد افتاد. |
| Astronomy and astrophysics | ۹۰٬۳۰۰                 | پایونیر ۱۰ از فاصله ۰٫۷۶ سال نوری ستارهٔ اچ‌آی‌پی ۱۱۷۵۹۵ عبور می‌کند. |
| Astronomy and astrophysics | ۳۰۶٬۱۰۰                | وویجر ۱ از فاصله ۱ سال نوری ستارهٔ «تی‌وای‌سی ۱-۵۲-۳۱۳۵» عبور می‌کند. |
| Astronomy and astrophysics | ۴۹۲٬۳۰۰                | وویجر ۱ از فاصله ۱٫۳ سال نوری ستارهٔ اچ‌دی ۵۲۴۵۶ عبور می‌کند. |
| Astronomy and astrophysics | ۱٫۲ میلیون             | پایونیر ۱۱ به فاصلهٔ ۳ سال نوری دلتا سپر می‌رسد. |
| Astronomy and astrophysics | ۱٫۳ میلیون             | پایونیر ۱۰ به فاصلهٔ ۱٫۵ سال نوری ستارهٔ «اچ‌دی ۵۲۴۵۶» می‌رسد. |
| Astronomy and astrophysics | ۲ میلیون               | پایونیر ۱۰ از نزدیکی ستارهٔ دبران (که درخشان‌ترین ستارهٔ صورت فلکی گاو است) عبور خواهد کرد. |
| Astronomy and astrophysics | ۴ میلیون               | پایونیر ۱۱ از نزدیکی یکی از ستارگان صورت فلکی عقاب عبور می‌کند. |
| Astronomy and astrophysics | ۸ میلیون               | عمر تخمینی لوح پایونیر که حاوی پیغام بشر به موجودات فرازمینی است. پس از این مدت، اطلاعات ثبت شده بر روی آن طی فرآیندهای بین‌ستاره‌ای ناشناخته دچار فرسایش شده و دیگر قابل بازیافت نخواهد بود. مدار حرکتی ماهواره‌های تحقیقاتی «لِـیجیوس» تحلیل رفته و این ماهواره‌ها وارد جو زمین شده، و تمامی اطلاعات به‌دست آمده تا آن زمان را، به انضمام نقشهٔ دقیقی از قاره‌ها در همان دوران، به نسل آینده بشر منتقل خواهد کرد. |
| Astronomy and astrophysics | ۱ میلیارد              | عمر تقریبی ۲ صفحه طلایی وویجر که حاوی پیام بشر به موجودات هوشمند فضایی است. پس از این مدت، دیگر اطلاعات این دو صفحهٔ طلایی، قابل بازیافت نخواهد بود. |
| Astronomy and astrophysics | ۱۰۲۰ (۱۰۰ کوئینتیلیون) | زمان تخمینی برای آنکه فضاپیماهای پایونیر و وویجر با یک ستاره یا بقایای ستاره‌ای برخورد کند. |

## پروژه‌های تکنولوژیک
|                        | تعداد سال‌ها از هم‌اکنون                          | واقعه |
| ---------------------- | ----------------------------------------------- | --- |
| technology and culture | سالِ ۳۱۸۳ د.م                                    | پروژهٔ ساخت هرم زمان، که یک اثر هنری عمومی در شهر ومدینگ آلمان در این سال به پایان خواهد رسید. |
| technology and culture | ۲٬۰۰۰                                           | حداکثر طول عمر داده‌های ذخیره‌شده بر روی ریزفیلم‌ها در بایگانی جهانی شمالگان، اگر در شرایط بهینه ذخیره شود؛ این بایگانی حاوی کُد پروژه‌های متن‌باز گیت‌هاب و سایر داده‌های پراهمیت تاریخی است. |
| technology and culture | سالِ ۶۹۳۹ د.م                                    | کپسول‌های زمان وستینگ‌هاوس که در سال‌های ۱۹۳۹ و میلادی ۱۹۶۴ ساخته شد، در این سال سرانجام باز خواهند شد. |
| technology and culture | سالِ ۶۹۷۰ د.م                                    | آخرین کپسولِ زمان اکسپو ۷۰ که در سال ۱۹۷۰ ساخته شد و در زیر قلعه اوساکا مدفون است، در این سال باز خواهد شد. |
| technology and culture | ۲۸ مه ۸۱۱۳ د.م                                  | درِ اتاقک دخمهٔ تمدن که یک کپسول زمان است و در دانشگاه اگلتروپ واقع در بروک هاون، جورجیا قرار دارد، در این سال باز خواهد شد. درِ این اتاقک پیش از جنگ جهانی دوم مهر و موم شد. |
| technology and culture | ۱۰٬۰۰۰                                          | عمر تعیین‌شده برای پروژه‌های «بنیاد لانگ ناو»؛ از جمله یک ساعت ۱۰٫۰۰۰ ساله به نام «ساعت لانگ ناو»، «پروژه رُزه‌تا» و پروژه «لانگ بِت». عمر تقریبی لوح آنالوگ «اچ‌دی- رُزه‌تا»، که یک وسیلهٔ نگارش و ثبت اطلاعات توسط باریکه یونی متمرکز بر روی صفحهٔ ای از جنس نیکل است و فناوری مربوط به آن نخست در آزمایشگاه ملی لس آلاموس شکل گرفت و سپس به تولید انبوه رسیده و در دسترس عموم قرار گرفت. (پروژه رُزه‌تا نیز نام خود را از این فناوری گرفته‌است). |
| Biology                | ۱۰٬۰۰۰                                          | عمر تعیین‌شده برای خزانه جهانی بذر سوالبارد در نروژ. |
| technology and culture | ۱۴ سپتامبر ۳۰٬۸۲۸ د.م                           | بیشینهٔ «ساعت سیستمی» در سیستم‌عامل ویندوزهای ۶۴ بیتی ان‌تی‌اف‌اس. |
| technology and culture | ۱۴ سپتامبر ۲۷۵٬۷۶۰ د.م                          | بیشینهٔ «ساعت سیستمی» در زبان‌های برنامه‌نویسی جاوااسکریپت. |
| technology and culture | ۱ میلیون                                        | عمر تقریبی «مموری آو من‌کایند» (ام.اُ.ام) که یک مخزن و انبار در معدن نمک هال‌اشتات در کشور اتریش است و در آن اطلاعاتی بر روی الواح رُسی و سفالینه‌های لعابدار سخت نگهداری می‌شود. |
| technology and culture | ۱ میلیون                                        | عمر تعیین‌شده پروژهٔ «هیومن داکیومنت» (اسناد و مدارک بشری) که توسط دانشگاه توئنته در هلند ایجاد و راه‌اندازی شد. |
| technology and culture | سالِ ۲۹۲٬۲۷۸٬۹۹۴ د.م (۲۹۲ میلیون)                | سرریزی عددی در سیستم زمانی، در برنامه‌های کامپیوتری که با جاوا کار می‌کنند. |
| technology and culture | ۱ میلیارد                                       | عمر تخمینی ابزارهای «ثبت اطلاعات نانوشاتل» که از نانوذرات آهنی به عنوان «سوئیچ‌های ملکولی» در درون یک نانولوله کربنی استفاده می‌شود و توسط محققان دانشگاه برکلی ابداع شد. |
| technology and culture | ۲۹۲٬۲۷۷٬۰۲۶٬۵۹۶ د. م (۲۹۲ میلیارد)              | سرریز عددی در «ساعت سیستمی» در سامانه‌های یونیکس ۶۴ بیتی. |
| technology and culture | ۳×۱۰۱۹ – ۳×۱۰۲۱ (۳۰ کوئینتیلیون تا ۳ سکستیلیون) | عمر تخمینی «سوپرمن مموری کریستال» در دمای ثابت ۳۰ درجه سانتی‌گراد که وسیله‌ای برای ذخیره اطلاعات است و در آن، از روش ثبت نانوساختارهای قلمکاری شده با لیزر فمتوثانیه بر روی شیشهٔ نانو استفاده شده‌است و فناوری آن نخستین بار در دانشگاه ساوت‌همپتون ابداع شد. |

## مواد یا سازه‌های ساخت بشر
|                               | تعداد سال‌ها از هم‌اکنون | واقعه |
| ----------------------------- | ---------------------- | --- |
| Geology and planetary science | ۵۰٬۰۰۰                 | ماندگاریِ تخمینیِ تترافلورومتان در جو کرهٔ زمین، که طولانی‌ترین عمر را در میان گازهای گلخانه‌ای دارد. |
| Geology and planetary science | ۱ میلیون               | این مدت زمان لازم است تا مواد شیشه‌ای موجود در محیط زیست ما، تجزیه شود. مجسمه‌هایی که در اماکن عمومی نصب شده‌اند و جنس‌شان از گرانیت است، با فرض فرسایشی در حدود ۱ واحد بابنوف (۱ میلی‌متر در ۱۰۰۰ سال) و در نظر گرفتن شرایط آب و هوایی معتدل، حدود ۱ متر فرسایش خواهند یافت. در صورتی که هیچ‌گونه مرمتی انجام نشود، هرم بزرگ جیزه آنچنان فرسوده خواهد شد که دیگر قابل تشخیص نخواهد بود. بر روی کره ماه، ردپای نیل آرمسترانگ - همان «گامی کوچک، برای انسان» - که در مکانی موسوم به «پایگاه آرامش» روی سطح ماه بجا مانده‌است و همچنین ردِ پایِ ۱۲ فضانورد دیگر، بر اثر پدیدهٔ فرسایش فضایی، طی این مدت فرسوده شده و از بین خواهد رفت. (لازم است ذکر شود، آن نوع فرسودگی‌هایی که در کرهٔ زمین وجود دارد، در جو کره ماه، به‌دلیلِ عدم وجود هوا دیده نمی‌شود). |
| Geology and planetary science | ۷٫۲ میلیون             | در صورتی که هیچ‌گونه مرمتی انجام نشود، کوه راشمور آنچنان فرسوده خواهد شد که دیگر قابل تشخیص نخواهد بود. |
| Geology and planetary science | ۱۰۰ میلیون             | زمین‌شناسان آینده قادر خواهد بود چینه‌هایی از زندگی شهری را در بنادر بزرگ و از طریق یافتن بقایایِ «فوندانسیون ساختمان‌ها» و «تونل‌های زیرمینی تأسیسات» که برای عبور کابل‌های تلفن و برق و لوله‌های آب و فاضلاب حفر شده بود، بیابند. |

## پدیده‌های نجومی
وقایع بسیار نادر نجومی که از هزارهٔ ۱۱ بعد از میلاد (سال ۱۰۰۰۱) شروع خواهند شد.
|                            | تاریخ / تعداد سال‌ها از هم‌اکنون    | واقعه |
| -------------------------- | --------------------------------- | --- |
| Astronomy and astrophysics | ۲۰ اوت، ۱۰٬۶۶۳ پس از میلاد        | بروز همزمانِ یک «خورشیدگرفتگی» کامل و «گذر عطارد از بین خورشید و زمین». |
| Astronomy and astrophysics | ۲۵ اوت، ۱۱٬۲۶۸ پس از میلاد        | بروز همزمانِ یک «خورشیدگرفتگی» کامل و «عبور عطارد از بین خورشید و زمین» |
| Astronomy and astrophysics | ۲۸ فوریه، ۱۱٬۵۷۵ پس از میلاد      | بروز همزمانِ یک «خورشیدگرفتگی» هلالی و «عبور عطارد از بین خورشید و زمین» |
| Astronomy and astrophysics | ۱۷ سپتامبر، ۱۳٬۴۲۵ پس از میلاد    | گذر تقریباً همزمانِ عطارد و زهره |
| Astronomy and astrophysics | ۱۳٬۷۲۷ پس از میلاد                | پیشروی محوری کرهٔ زمین، موجب خواهد شد تا ستارهٔ کرکس نشسته، ستارهٔ قطبی شمالی آن روزگار گردد. |
| Astronomy and astrophysics | ۱۳٬۰۰۰ سال                        | در این زمان، و در نیمه‌هایِ «پیشروی محوری» کرهٔ زمین، «انحراف محوری» کرهٔ زمین، معکوس خواهد شد و بدین ترتیب، زمانِ وقوعِ تابستان و زمستان در دو نیمکرهٔ زمین، با یکدیگر عوض خواهد شد. علاوه بر آن، از آنجایی که تغییرات فصلی در نیمکرهٔ شمالیِ زمین، بعلت وجود خاک و خشکی، شدیدتر است، این تغییرات فصلی نیز شدیدتر خواهد شد، چرا که در فصل زمستان، فاصلهٔ نیمکرهٔ شمالی زمین از خورشید، دورتر و در فصل تابستان فاصله‌اش به خورشید، نزدیکتر از موقعیتِ کنونی‌اش خواهد بود. |
| Astronomy and astrophysics | ۵ آوریل، ۱۵٬۲۳۲ پس از میلاد       | بروز همزمانِ یک «خورشیدگرفتگی» کامل و «گذر زهره» |
| Astronomy and astrophysics | ۲۰ آوریل، ۱۵٬۷۹۰ پس از میلاد      | بروز همزمانِ یک «خورشیدگرفتگی» کامل و «گذر عطارد از بین خورشید و زمین» |
| Astronomy and astrophysics | ۱۴٬۰۰۰–۱۷٬۰۰۰ سال                 | پیشروی محوری کرهٔ زمین، موجب خواهد شد تا ستاره سهیل مبدل به ستاره قطب جنوبی گردد که البته در محدودهٔ ۱۰ درجه از قطب جنوب قرار خواهد داشت. |
| Astronomy and astrophysics | ۲۰٬۳۴۶ پس از میلاد                | ثعبان ستارهٔ قطبی شمالی خواهد شد. |
| Astronomy and astrophysics | ۲۷٬۸۰۰ پس از میلاد                | ستاره جدی دوباره ستارهٔ قطبی شمالی خواهد شد. |
| Astronomy and astrophysics | ۲۷٬۰۰۰ سال                        | «خروج کرهٔ زمین از مرکز مداری» به کمترین حد خود، یعنی ۰٫۰۰۲۳۶ خواهد رسید. (در حال حاضر، ۰٫۰۱۶۷۱ است). |
| Astronomy and astrophysics | اکتبر، ۳۸٬۱۷۲ پس از میلاد         | گذر اورانوس از نپتون که نادرترین نوع گذر در میان تمام گذرهای سیاره‌ای است، رخ خواهد داد. |
| Astronomy and astrophysics | ۲۶ ژوئیه، ۶۹٬۱۶۳ پس از میلاد      | گذر هم‌زمان عطارد و زهره |
| Astronomy and astrophysics | ۷۰٬۰۰۰ پس از میلاد                | ستاره دنباره‌دارِ «هیاک‌تاکه»، پس از آنکه دورترین نقطهٔ مداری خود را نسبت به خورشید، در فاصلهٔ ۳۴۱۰ واحد نجومی از آن، پشتِ سر گذاشت، دوباره بداخل منظومه شمسی بازمی‌گردد. |
| Astronomy and astrophysics | ۲۷ و ۲۸ مارس، ۲۲۴٬۵۰۸ پس از میلاد | به ترتیب زمانی، زهره و عطارد از مابین زمین و خورشید «گذر» خواهند کرد. |
| Astronomy and astrophysics | ۵۷۱٬۷۴۱ پس از میلاد               | گذر هم‌زمان زهره و کرهٔ زمین از دید ناظری از سیارهٔ مریخ. |
| Astronomy and astrophysics | ۶ میلیون                          | ستاره دنباله‌دار بلند مدت «سی۱۹۹۹ اف وان» (کاتالینا) که یکی از بلندمدت‌ترین ستارگانِ دنباله‌دارِ شناخته‌شده‌است؛ پس از پیمودن دورترین نقطهٔ مداری خود نسبت به خورشید که در فاصلهٔ ۶۶۰۰۰ واحد نجومی (۱٫۰۵ سال نوری) از آن قرار دارد، دوباره به درون منظومهٔ شمسی بازمی‌گردد. |

## پیش‌بینی‌های مربوط به تقویم‌ها
|                            | تعداد سال‌ها از هم‌اکنون | واقعه                       | واقعه |
| -------------------------- | ---------------------- | --------------------------- | --- |
| Astronomy and astrophysics | ۱۰٬۰۰۰                 | —                           | تقویم میلادی در حدود ۱۰ روز نسبت به موقعیت کنونی خورشید در آسمان، جابجا خواهد شد. |
| Astronomy and astrophysics | ۱۰٬۸۷۲                 | ۱۰ ژوئن، ۱۲٬۸۹۲ پس از میلاد | در تقویم عبری به‌دلیل انحراف تدریجی آن با در نظر گرفتن یک سال خورشیدی، عید پسح به انقلاب تابستانی در نیمکره شمالی خواهد افتاد (حال آنکه این عید می‌بایست در اوایل فروردین ماه باشد).                                           |
| Astronomy and astrophysics | ۱۸٬۸۵۴                 | ۲۰٬۸۷۴ پس از میلاد          | گاه‌شماری قمری در تقویم اسلامی و نیز تقویم میلادی که مبتنی بر گاه‌شماری خورشیدی است، دقیقاً یک سالِ عددیِ مشابه خواهند داشت. پس از این زمان، عددِ سال‌ها در تقویم اسلامی (که کوتاه‌تر است) از عددِ سال‌ها در تقویم میلادی پیشی می‌گیرد. |
| Astronomy and astrophysics | ۲۵٬۰۰۰                 | —                           | تقویم اسلامی جدولی (مثلاً تقویم مصری) دچار تغییری ۱۰ روزه با گام‌های ماه می‌شود. |
| Astronomy and astrophysics | ۴۶٬۸۸۱                 | ۱ مارس، ۴۸٬۹۰۱ پس از میلاد  | تقویم ژولینی (۳۶۵٫۲۵ روز) و تقویم میلادی (۳۶۵٫۲۴۲۵ روز)، فقط «یک سال»، از نظر عددی، با هم فاصله خواهند داشت. |

## انرژی اتمی
|                               | تعداد سال‌ها از هم‌اکنون  | واقعه |
| ----------------------------- | ----------------------- | --- |
| Particle physics              | ۱۰٬۰۰۰                  | تأسیسات آزمایشی مجزاسازی ضایعات که برای دفن ضایعات حاصله از تولید سلاح‌های هسته‌ای بکار می‌رود؛ تا این هنگام، محافظت خواهد شد. این مرکز یک «سیستم نشانگر دائمی» دارد که به بازدیدکنندگان آن، به ۶ زبان رسمی سازمان ملل متحد، زبان ناواهو و نیز از طریق چندین تصویرنگاشت، هشدار می‌دهد. («کارگروه مداخلهٔ بشریت» از هم‌اکنون، یک شالودهٔ نظریه‌ای برای اهداف و برنامه‌های ایالات متحدهٔ آمریکا دربارهٔ نشانه‌شناسی هسته‌ای در سال‌های آتی مهیا نموده‌است). |
| Particle physics              | ۲۴٬۰۰۰                  | پس از گذشتِ این مدت زمان، «منطقهٔ ممنوعهٔ چرنوبیل»، که محدوده‌ای به وسعت ۲۶۰۰ کیلومتر مربع در کشورهای اوکراین و بلاروس است و از سال ۱۹۸۶ و به دنبال فاجعه چرنوبیل، خالی از سکنه شده‌است، دوباره برای زندگی بشر، قابلِ سکنا خواهد شد. |
| Particle physics              | ۲۴٬۱۱۰                  | نیمه‌عمر پلوتونیوم-۲۳۹. |
| Geology and planetary science | ۳۰٬۰۰۰                  | عمر تخمینی ذخایر رآکتورهای زاینده با در نظر گرفتن ذخایر شناخته‌شدهٔ فعلی و مشروط بر آنکه میزان مصرف جهانی انرژی در حد مصرفِ آن در سال ۲۰۰۹ باقی بماند. |
| Geology and planetary science | ۶۰٬۰۰۰                  | عمر تخمینی ذخایر رآکتورهای آب‌سبک، در صورتی که بتوان تمامی اورانیوم موجود در آبِ دریا را استخراج کرد و مشروط بر آنکه، میزان مصرف جهانی انرژی در حد مصرفِ آن در سال ۲۰۰۹ باقی بماند. |
| Particle physics              | ۲۱۱٬۰۰۰                 | نیمه‌عمر تکنسیم ۹۹، مهم‌ترین «محصول شکافت با عمر طولانی» که یکی از ضایعات و پس‌مانده‌های رآکتورهای هسته‌ای با سوختِ اورانیوم است. |
| Particle physics              | ۲۵۰٬۰۰۰                 | کمترین زمانی که باید بگذرد تا پلوتونیم ذخیره شده در تأسیسات آزمایشی مجزاسازی ضایعات در ایالت نیومکزیکو، از لحاظ رادیولوژیک برای انسان مرگبار نباشد. |
| Particle physics              | ۱۵٫۷ میلیون             | نیمه‌عمر یُد ۱۲۹، طولانی‌عمرترین «محصول شکافت با عمر طولانی» که یکی از ضایعات و پس‌مانده‌هایِ رآکتورهای هسته‌ای با سوختِ اورانیوم است. |
| Geology and planetary science | ۶۰ میلیون               | عمر تخمینی ذخایر رآکتورهایِ مبتنی بر همجوشی هسته‌ای، در صورتی که بتوان تمامی لیتیوم موجود در آب دریا را استخراج کرد و مشروط بر آنکه، میزان مصرف جهانی انرژی در حد کنونی باقی بماند. |
| Particle physics              | ۷۰۴ میلیون              | نیمه‌عمر اورانیوم-۲۳۵. |
| Particle physics              | ۴٫۴۷ میلیارد            | نیمه‌عمر اورانیوم-۲۳۸. |
| Geology and planetary science | ۵ میلیارد               | عمر تخمینی ذخایر رآکتور زاینده در صورتی که بتوان تمامی اورانیوم آب دریاها را استخراج کرد، مشروط بر آنکه میزان مصرف جهانی انرژی در حد مصرفِ آن در سال ۱۹۸۳ میلادی باقی بماند. |
| Particle physics              | ۱۴ میلیون               | نیمه‌عمر توریوم-۲۳۲. |
| Geology and planetary science | ۱۵۰ میلیارد             | عمر تخمینی ذخایرِ رآکتورهای مبتنی بر همجوشی هسته‌ای، در صورتی که بتوان تمامی دوتریوم موجود در آب دریا را استخراج کرد و مشروط بر آنکه، میزان مصرف جهانی انرژی در حد کنونی باقی بماند. |
| Particle physics              | ۲×۱۰۱۹ (۲۰ کوئینتیلیون) | نیمه‌عمر بیسموت-۲۰۹. |
| Particle physics              | ۲٫۲×۱۰۲۴ (۲٫۲ سپتیلیون) | نیمه‌عمر تلوریم-۱۲۸، طولانی‌ترین نیمه‌عمر شناخته‌شده برای یک هسته ناپایدار. |